# 棚橋弘至
棚橋 弘至（たなはし ひろし、1976年11月13日 - ）は、日本の男性プロレスラー、実業家。岐阜県大垣市出身。新日本プロレスリング代表取締役社長。血液型O型。

## 来歴

### 少年時代
岐阜県大垣市生まれ。幼いころにプロレス好きな祖母の影響でプロレスの存在を知り、テレビで『ワールドプロレスリング』を見るようになり、学校の休み時間ではプロレスごっこに興じていた。一方で大垣市が中京圏という土地柄から中日ドラゴンズの大ファンで野球にも熱中し、速球派投手の小松辰雄と郭源治に憧れていた。岐阜県立大垣西高等学校では野球部に入部。左翼手を務めながら、将来の夢としてプロ野球選手になることを掲げていた。そんな中、高校1年生のころに見た闘魂三銃士と小橋建太の試合に感銘を受けた棚橋は、「プロレスラーになれば、心も体も強い人になれるのではないか」と思うようになり、次第にプロレスラーへの憧れを強く抱き始めるようになった。
プロ野球選手になる夢を諦め、伝える側の新聞記者になることを考え、マスコミ関係に強そうな学部をいろいろ受けた結果、一般入試で立命館大学法学部に入学した。入学式後、構内で新入生をサークルに勧誘するブースが数ある中でプロレス同好会（RWF）に入り、クラスの自己紹介の時間ではクラスメイトが将来の夢として弁護士や公認会計士を挙げる中、「将来はプロレスラーになります!」と宣言した。
プロレス同好会に在籍しながらレスリング部にも参加し、1996年春に行われた新日本プロレスの入門テストを受け、与えられたメニューをすべてこなしたものの、結果は不合格だった。同年秋に2度目の入門テストを受けるも、体調不良による脱水症状に陥りメニューをこなすことができずここでも不合格となった。大学3年当時、1998年2月に行われた3度目の入門テストでようやく合格を果たしたため大学を辞めるつもりだったが、長州力から「この仕事は怪我するかもしれないし、将来のために大学だけは卒業しておけ」と言われ大学生活を継続。法学部の公務行政コースで政治について学び、大量に残っていた58単位を残りの1年間ですべて取得し、留年することなく無事卒業した。卒業後の1999年4月、晴れて新日本に入寮した。

### 新日本プロレス

#### 1999年 - 2000年
入寮から半年後の10月10日、後楽園ホール大会にて真壁伸也（現：真壁刀義）を相手にデビュー。試合は6分55秒、逆エビ固めに敗れた。後にデビュー戦について棚橋は「自分自身より（対戦相手の）真壁さんの先輩としてのすごさ」が印象的だったことを語っており、プロレスラーはデビュー戦こそが本当のスタートであることを改めて実感した。同月19日、福岡国際センター大会のデビュー3戦目で井上亘を相手に逆エビ固めでプロ入り初勝利を収めた。12月23日の選手会主催興行では、新日ジュニアのトップ戦線で活躍する高岩竜一とシングルマッチで対戦した。
2000年に入り、ヤングライオンとしてパワーを生かした勢いのある攻撃を身上に前座戦線を賑やかせる一方、メキシコのトップ戦線で活躍するネグロ・カサスから勝利を収める活躍を見せて勢いに乗っていたが、9月9日栃木大会にて試合中に左手中手骨骨折を負い長期欠場へと突入した。

#### 2001年
2001年4月19日の後楽園大会にて復帰。欠場期間中のトレーニングにより足が太くなり、それを強調するためにコスチュームを黒のタイツから赤のスパッツに変更。さらに髪型も長髪にして、ヤングライオン卒業を宣言した。5月18日後楽園大会から同期入門の鈴木健三（後に鈴木健想に改名）とタッグとして活動を開始。健三とのタッグはタナケンという愛称で親しまれていたが、6月22日よりタッグチーム名をキング・オブ・ザ・ヒルズ（King Of The Hills、略称:KOTH）と発表した。9月8日に全日本プロレスの日本武道館大会で初めて新日本以外の団体に参戦、10月8日には東京ドーム大会の舞台に初めて足を踏み入れ、G1 TAG LEAGUEではKOTHとして初出場を果たすなど、様々な経験を積んでいく。KOTHは当時の新日本のいち若手としては珍しくストロングスタイルが連想されないライトなタッグであったことから注目を受けるようになり、次第に棚橋も新日本のトップ戦線に身を投じることとなる。

#### 2002年
健想が肺気胸のため欠場に入ると、3月より佐々木健介ともタッグを組みようになり新タナケンコンビを結成、5月2日東京ドーム大会では健介と共にスタイナー・ブラザーズ（リック・スタイナー & スコット・スタイナー）と対戦。6月20日に健介、復帰した健想、ブルー・ウルフを加えた4人で新ユニット発足を発表し、同月29日にスウィング・ロウズ（SWING-LOWS）と名づけた。7月31日、初出場を果たすG1 CLIMAX開幕を前に藤波辰爾に師事を仰ぎ、ドラゴン殺法を伝授されると、G1公式リーグ戦では越中詩郎、健介から殊勲の勝利を挙げた。10月、健介が新日本に辞表を提出したことで存続が危ぶまれていたスウィング・ロウズについて棚橋は「存続」を宣言したものの、翌日に健想が「解散」を一部のマスコミに告白したことで一時混乱状態に陥っていたが、11月14日にスウィング・ロウズの解散を正式に発表。さらに健想が高山善廣とタッグを組みたい意向を示したことで、KOTHも年内での解消を宣言した。
11月28日、都内目黒区のマンションにて、別れ話のもつれから交際関係にあった女性に刃物で背中2か所を刺されて重傷を負った。負傷したまま原動機付自転車を運転して最寄りの病院に駆け込み、緊急治療を受けて一命を取り留めたものの、総血液量の約3分の1にあたる1.7リットルの血液を失い、一時は意識不明に陥った。12月20日、刺傷事件後初めて公の場に姿を現し、丸坊主姿で騒動について謝罪した。

#### 2003年
2月16日両国国技館大会で中西学とのシングルマッチで復帰戦を行いジャーマン・スープレックス・ホールドに敗れる。この試合以降から赤を基調としたロングタイツにコスチュームを変更した。
欠場したブランクを埋めるべく若手の底上げをテーマに掲げた棚橋は、同月21日に30歳以下の選手らで争うU-30王座争奪リーグ戦の提唱を発表。自らもリーグ戦に参加すると、4月23日広島サンプラザホール大会の優勝決定戦で真壁からドラゴン・スープレックス・ホールドで勝利を収め優勝、U-30無差別級王座を獲得し自身初となるタイトル奪取となった。6月13日日本武道館大会では吉江豊と共にIWGPタッグ王座を奪取、他団体では永田裕志とのタッグでプロレスリング・ノア（以下「NOAH」）に参戦しGHCタッグ王座を奪取するなど、これまでチャンピオンベルトに縁がなかった棚橋にとって、一気に実績をあげた年となった。

#### 2004年
1月24日沖縄県立武道館大会の試合後、真壁の呼びかけに呼応し、吉江と共に新世代軍として結託すると、上世代との世代闘争を提唱。2月29日に村上和成とシングルマッチを行った際、村上の度重なる暴挙に激怒し遺恨が勃発。3月28日両国大会にて観客不在のノーピープル・マッチとして、村上とU-30王座を賭けた金網デスマッチで対戦。最後は村上の顔面を金網の角に据えてから後頭部を踏みつけるという荒技でK.O.勝ちを収めた。6月5日大阪府立体育会館大会にてIWGPヘビー級王座を保持するボブ・サップと対戦することが予定されていたが、サップが大会3日前に同王座を返上したことでカードが消滅。急遽IWGPヘビー級王者決定戦として藤田和之と対戦したが、顔面蹴りを食らいK.O.負けを喫した。その後、3度目の出場となるG1では予選リーグ戦をトップで通過し、8月15日に天龍源一郎を下して決勝戦で天山広吉と対戦したがアナコンダバイスに敗れ準優勝に終わった。
9月15日にはファッションブランド「デビロック」とのコラボ大会にて覆面レスラーマスクド・デビロックに変身し、THE APEMANと対戦。ドラゴンスープレックスホールドで勝利を収めた。
また、年頭より中邑真輔、柴田勝頼らと共に将来を嘱望されている意味合いを込めて、新闘魂三銃士と会社から売り出されるようになったが、年齢やキャリア、性格も違う3人は三銃士という括りで縛られることに反発。10月1日後楽園大会にて初めてトリオを結成して試合に出場することになったが、最後は柴田がピンフォール負けを喫した。試合後、世代闘争を一時中断し、外敵撃退のため中邑と共に、上世代の天山、永田らと共闘を宣言。11月3日両国大会にて外敵・健介を相手にIWGPヘビー級王座を賭けたタイトルマッチに挑んだがノーザンライト・ボムに敗れた。12月11日大阪大会で中邑と共に健介 & 鈴木みのる組から勝利を収め、IWGPタッグ王座奪還に成功した。

#### 2005年
1月4日東京ドーム大会のメインイベントにて中邑と初めてシングルマッチで対戦。腕ひしぎ十字固めに敗れ、長らく保持したU-30王座から陥落。試合後に涙を流しながら退場した。2月16日、全日本プロレス主催の国立代々木競技場・第二体育館大会に参戦し、かつて付き人を務めていた武藤敬司とシングルマッチで対戦したがムーンサルトプレスに敗北。4月、新設されたトーナメント戦、NEW JAPAN CUP（以下「NJC」）で優勝。さらに6月、中邑がU-30王座を返上したことで行われた王座決定リーグ戦を全勝で突破し、U-30王座に返り咲くことに成功。7月18日にはNOAH東京ドーム大会に参戦し、力皇猛の保持するGHCヘビー級王座に初挑戦したが敗北した。
一方タッグでは、中邑と共に前年12月に獲得したIWGPタッグ王座の防衛戦で数々のタッグチームを撃破。同タッグでCMLLにも参戦するなど、タッグ戦線に新風を巻き起こしてきたが、10月30日神戸ワールド記念ホール大会にて蝶野正洋 & 天山広吉組に敗れタッグ王座から陥落。試合後、中邑と別々に退場しタッグ解消を宣言し、11月3日後楽園大会にて中邑と共に永田 & 中西組と対戦。中邑が中西から逆十字固めでギブアップ勝ちを収めた。試合後に棚橋は「お互い違う道を通って上を目指して行く」と、1年近く共闘してきたパートナーとの決別を改めて宣言した。

#### 2006年
パートナーの中邑と袂を分かち、この年より棚橋はシングルプレーヤーに転向。1月にTNAに遠征しAJスタイルズ、ロデリック・ストロングとシングルマッチを行いいずれも敗北を喫してしまったが、現地関係者よりその躍動感溢れるファイトスタイルから「ハイフライングスター」と呼ばれ高い評価を受けた。遠征先での試合を生かした棚橋は、2月5日の月寒グリーンドーム大会で初めて中邑からシングル初勝利を飾り、19日両国大会では永田からも初勝利を収め、次なる目標としてIWGPヘビー級王座に標的を定めた。6月7日にブロック・レスナーが保持するIWGP王座に挑戦することが発表され、それに伴い自ら保持していたU-30王座を返上。しかしタイトルマッチ2日前に迫った7月15日、レスナーが契約上のトラブルを理由に来日不能となり、それに伴いタイトルマッチの中止が決定。17日月寒大会にて急遽行われた新王者決定トーナメントに出場し、決勝戦でジャイアント・バーナードをスリング・ブレイドで破り、IWGP王座初戴冠を果たした。多事多難の中、3度目の正直でようやく手にしたベルトを腰に巻いた棚橋は、観衆に向けて「愛してます」と涙ながらに絶叫した。

#### 2007年
4月13日大阪大会にて永田のバックドロップホールドに敗れIWGP王座から陥落。さらに5月1日の試合後に右膝半月板損傷および内側側副靭帯損傷のため欠場となり、上半期は思うような結果が残せずに苦しんだ。7月26日、G1開幕を控えた棚橋は洒水の滝に訪れ、2004年以来となる滝修行を敢行。修行後の囲み取材で「これを機に一気にスターダムへとのし上がります！」と、力強く決意を述べた。8月、6年連続でG1に出場。予選を勝ち抜き決勝トーナメントに進出を決めた棚橋は、同月12日の準決勝戦で真壁、決勝戦で永田を破り、悲願のG1初制覇を成し遂げた。G1を制覇した棚橋は次なる標的としてIWGP王座に狙いを定め、10月8日両国大会にてIWGP王座を保持する永田と再び対戦。ハイフライフローで勝利を収め、約半年ぶりにIWGP王座に返り咲くことに成功した。
翌10月9日、一夜明け記者会見の場で結婚していたことを発表。併せて二児の父であることを明らかにした。

#### 2008年
レッスルキングダムIIのメインにて中邑と対戦したがランドスライドに敗れIWGP王座から陥落。3月1日の全日本プロレス両国大会にて武藤とタッグを結成し、川田利明 & 太陽ケア組を相手に勝利。メイン終了後のリングでチャンピオン・カーニバルに参戦を表明した。ホームである新日本では、同月8日より開催されたNEW JAPAN CUPを史上初となる2度目の制覇を果たしIWGP王座挑戦権を獲得、3月30日後楽園大会にて中邑と対戦したが腕ひしぎ逆十字固めに敗れた。4月、全日本主催のチャンピオン・カーニバルに初出場。9日の公式リーグ最終戦で小島聡から勝利を収め決勝に進出し、決勝戦で諏訪魔と対戦したがラストライドに敗れ準優勝。17日、左膝前十字靭帯断裂および外側半月板損傷により以後欠場。8月に開幕されたG1の舞台で復帰を果たすも、精彩を欠き予選落ちに終わった。9月には新日本内で急激に勢力を拡大させるG・B・Hに対抗すべく、対立関係にあった中邑がリーダーを務めるユニット、RISEと本隊との橋渡し役となるも、その後は然したる活躍もないままトップ戦線から遠のいた存在にまで陥る。10月26日にスランプ打破のため、無期限アメリカ遠征に出発。現地TNAの一員として試合をこなしていく中、菅林直樹社長から全日本・武藤が保持するIWGP王座を奪回するため、次期IWGP王座挑戦者として直々に指名を受ける。「打開策を自分が納得するまで見つけ続けたい」と、当初は答えを保留していたが、最終的に翌年東京ドーム大会でのIWGP王座挑戦を受理した。

#### 2009年
レッスルキングダムIIIの舞台で武藤を破り、長らく他団体に流出していたIWGP王座の奪還に成功し、3度目の戴冠を果たす。その後、中邑、カート・アングル、後藤洋央紀と対戦し3度の防衛に成功。一時は中西学に敗れて王座を手放す が、DOMINION 6.20にて中西に勝利し再び王座を奪還。以後、NOAH所属の杉浦貴、ZERO1所属の田中将斗、ハッスル所属のTAJIRIといった外敵らと抗争を繰り広げ始め、特にTAJIRIにはグリーンミストを浴びせられたことから強い敵意を示した。8月13日の愛知大会G1公式リーグ戦にてTAJIRIと対戦したがレフェリーのブラインドを突いたグリーンミストからのバズソーキックに敗れた。TAJIRIに土をついた棚橋だったが、G1では公式リーグ最終戦で田中を破り決勝トーナメントに進出。準決勝戦で中邑と対戦したがボマイェに敗れ優勝を逃した。さらに試合中に中邑が放ったハイキックによって眼窩内側壁骨折となり欠場、それに伴いIWGP王座の返上を発表した。
9月27日神戸大会のメインで行われたIWGP王座決定戦＝真壁vs中邑のゲスト解説を務めるため放送席で試合を見守る。試合に勝利した中邑が「（IWGP）ベルトに輝きがない」「猪木」とリング上で発言したことに対して「ストロングスタイルの呪いにかかっている」と不快感をあらわにした。10月12日両国大会にてIWGP王座の防衛戦を終えた中邑の前に姿を現す。自身を避ける中邑の眼前にしつこく立ちはだかると、「どうだ、うっとうしいだろ？」と開き直り、続けて中邑に対して「暫定王者」と挑発しIWGP王座次期挑戦者としてアピール。DESTRUCTION'09にて中邑と対戦したがボマイェに敗れ王座奪取とはならず。試合後、バックステージで倒れていると、突如としてTAJIRIが現われグリーンミストを喰らったことから遺恨が再発。11月23日後楽園大会で後藤と共にTAJIRI & 田中組と対戦。G1参戦以降ピンフォール負けを許さなかったTAJIRIから勝利を収めた。その後のシリーズでは立て続けにTAJIRIにフォール負けを喫するも、12月5日愛知大会で再びシングルマッチで激突し、ハイフライフローで勝利を収め抗争に終止符。同月9日、東京スポーツ制定のプロレス大賞で最優秀選手賞（MVP）を受賞した。

#### 2010年
2月14日両国大会にて矢野通とシングルマッチで対戦。ハイフライフローで勝利を収めたが、試合後に矢野からハサミで髪を切られる暴挙に遭い激怒。以後、矢野との髪切り抗争劇を繰り広げると、DOMINION 6.19にてルーザー・ボールド・ルールと銘打たれた試合形式で完全決着を果たすべく矢野と対戦。回転十字架固めで勝利を収めたが、試合後に矢野から急所攻撃を受けてしまい逆に髪を切られる危機に陥る。そこにかつて敵対関係にあったTAJIRIが救援に駆けつけ、矢野に対してグリーンミストを吹きつけると、ダウンする矢野を羽交い絞めにして拘束。バリカンを手に取った棚橋はようやく矢野の髪を刈ることに成功した。
下半期からは昨年12月に凱旋した内藤哲也と抗争に明け暮れ、年内で4度のシングルマッチで対戦。最終的に2勝1敗1分という戦績で勝ち越しに成功。内藤との世代闘争を制した棚橋はその後、フリーとして新日本に参戦し始めIWGP王座に就いた小島聡に対して挑戦をアピール。12月11日大阪大会にて同じくIWGP王座に挑戦を表明した後藤と対戦。ハイフライフローでピンフォール勝ちを収めて、熱望していたIWGP戦線へ一歩近づくと、翌12日愛知大会の全試合終了後に改めて小島に対して挑戦を表明した。

#### 2011年

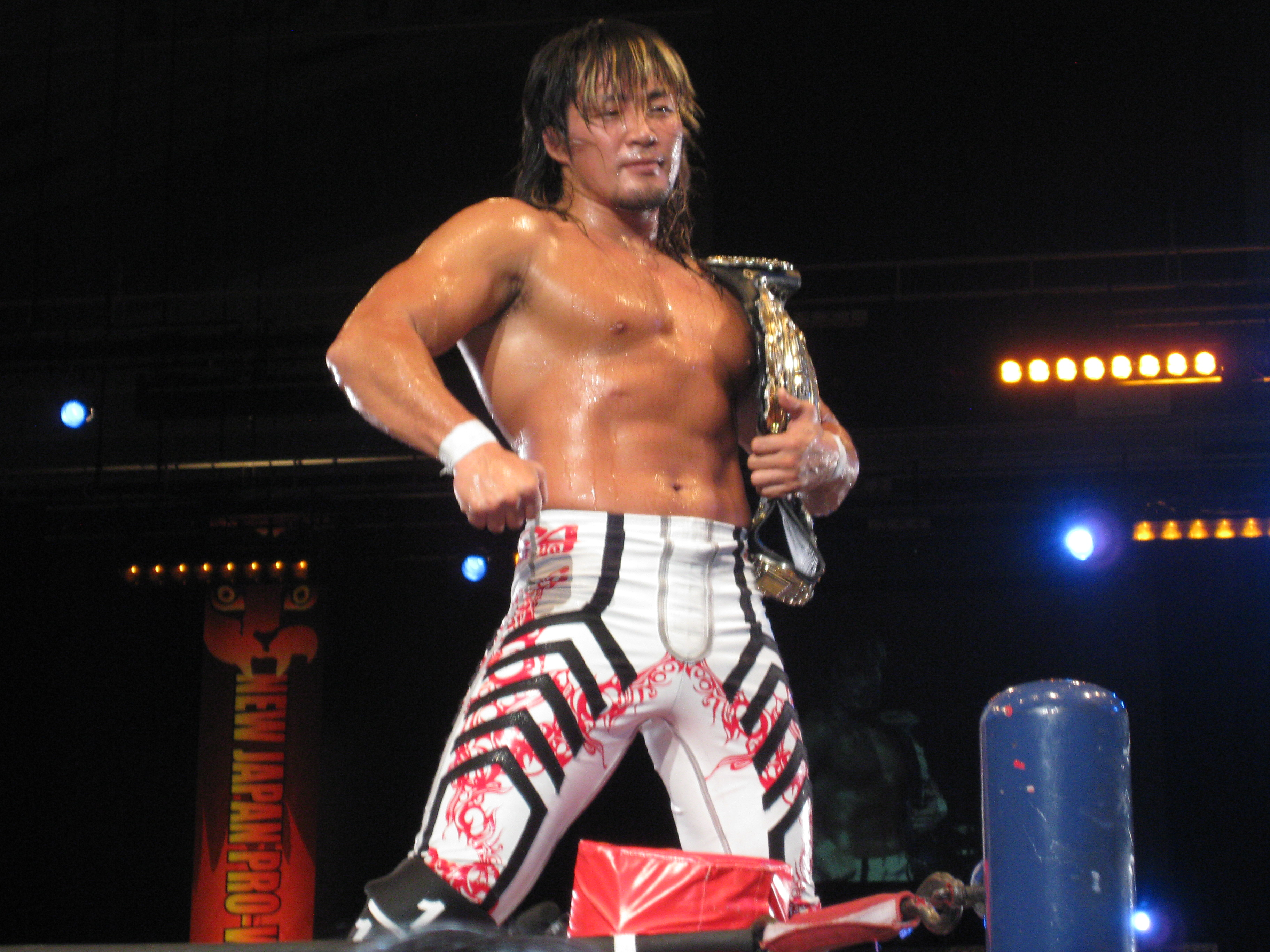
レッスルキングダムVにてIWGP王座を奪還した棚橋は、その後年内で10度の防衛に成功した。

レッスルキングダムVにて小島から勝利を収めIWGP王座5度目の戴冠を果たす。試合後のマイクで「もう一度、これからのプロレス界をオレに任せてください！」と、並々ならぬ決意で2011年の闘いに足を踏み入れた棚橋は以後、破竹の快進撃で防衛ロードを驀進。防衛戦ではクオリティの高い試合内容で観衆を魅了していく。特に6月18日の後藤戦、9月19日の中邑戦、10月10日の内藤戦の3試合は年間ベストバウト候補に挙がるなど、安定したファイトを見せつけ、王座防衛数もそれまで最多記録を保持していた永田に並ぶ10度の防衛に成功。さらには、アメリカで史上初となるIWGPヘビー級選手権を開催するなど、国内のみならず海外でも存在感を大いにアピールし、他の追随を許さない活躍ぶりが讃えられた棚橋は、2009年以来2度目となるプロレス大賞MVPを受賞。プロレス界全体に棚橋時代を印象付けた年となった。

#### 2012年
レッスルキングダムVIで鈴木みのるを撃破し最多記録となる11度目の防衛に成功。年頭より最高のスタートを切ったかに思われたが、その1か月後のTHE NEW BEGINNINGにて新鋭のオカダ・カズチカのレインメーカーに敗れ、長らく保持し続けたベルトを明け渡してしまう。それでもDOMINION6.16にて、前回とは逆のシチュエーションでオカダと再戦した際に勝利を収めて同王座に返り咲き、オカダへの雪辱を果たすことに成功した。このIWGP王座奪還を果たしたオカダ戦はプロレス大賞年間最高試合賞（ベストバウト）を受賞。オカダとの対戦は新日本のドル箱カードとなり、以後2人はIWGP王座を巡って幾度となく激闘を繰り広げていった。

#### 2013年
4月7日、INVASION ATTACKにてオカダのレインメーカーに敗れ、IWGP王座から陥落。
再びIWGP戦線へ舞い戻ろうとする棚橋は、レスリングどんたく 2013にて同じ志を持つカール・アンダーソンと対戦。ハイフライフローで勝利を収めたが、試合終了直後にプリンス・デヴィット率いるBULLET CLUB（以下「BC」）の襲撃に遭ってしまい新たな遺恨が勃発。
DOMINION 6.22にてデヴィットとシングルマッチで対戦するがBCメンバーの再三に渡る介入でペースを掴めず、最後はブラディ・サンデーに敗れた。

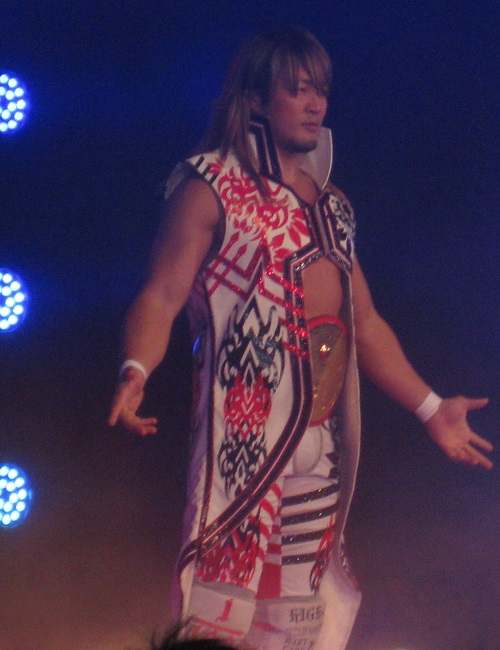
ウニベルサル王座を腰に巻く棚橋

8月、CMLLが開催するカンペオン・ウニベルサルに出場し、決勝戦でルーシュから勝利を収めて日本人史上2人目の優勝者となった。
ホーム新日本では引き続きBCとの抗争に明け暮れたが、G1公式リーグ戦でデヴィットと再戦した際も敗北を喫し、獣神サンダー・ライガーと共に7月5日に獲得したCMLL世界タッグチーム王座もBCの乱入がキッカケでタマ・トンガ & レイ・ブカネロ組を相手に陥落。悪の限りを尽くすBCのダーティファイトに憤慨した棚橋は「介入できない形で決着をつけてやる!!」と、DESTRUCTIONにてデヴィットとランバージャック・デスマッチで対戦。本隊とBCの両チームメンバーがリングに入り混じる中、最後はハイフライフローで勝利を収めて一連の抗争に終止符を打たせた。
10月14日、KING OF PRO-WRESTLINGにてオカダの保持するIWGP王座に挑戦。棚橋はここで負けたらIWGP戦線から離脱を公言しており、リスクを背負った中での挑戦となったが、最後はオカダのレインメーカーでピンフォール負け。試合後に「さらばだ、IWGP!!」と、公約通りIWGP戦線から撤退を表明。目指すべき頂を失ってしまった棚橋だったが、11月9日のPOWER STRUGGLEにてIWGPインターコンチネンタル王座を保持する中邑真輔よりインターコンチネンタル王座次期挑戦者として指名を受ける。これまでIWGPヘビーとインターコンチネンタル王座という別路線を歩んでいた両者が久々に対決する可能性が急浮上した。
なお、この時期の棚橋は試合内容に関して世界的評価が高く、2011年から3年連続でアメリカ『レスリング・オブザーバー』誌においてレスラー・オブ・ザ・イヤー（年間最高選手）に選ばれている。

#### 2014年
前年に中邑とのインターコンチネンタル選手権が決定した同日、IWGPヘビー級選手権とどちらがメインイベントに相応しいかファン投票が行われた結果、インターコンチネンタル選手権が最終試合に組まれることとなり、レッスルキングダム8に4年連続でメインに登場。インターコンチネンタル王座を保持する中邑からハイフライフローで勝利を収めて、王座初奪取を果たした。その後、THE NEW BEGINNING in HIROSHIMAにてリマッチを申し入れてきた中邑を相手に初防衛に成功する。しかし、NEW JAPAN CUPに優勝した中邑が再びIC王座に挑戦することをアピール。INVASION ATTACK 2014にて再び中邑を相手にインターコンチネンタル王座の防衛戦を行ったが、ボマイェに敗れ同王座から陥落した。
4月19日後楽園大会にて真壁と共にIWGPタッグ王座を保持するカール・アンダーソン & ドク・ギャローズ組とのノンタイトルマッチに勝利、さらにレスリングどんたく 2014ではイリミネーションマッチで最後一人生き残ったギャローズからピンフォールを奪い、真壁と共に二人残りで勝利。タッグ王座獲りも見えてきた真壁とのタッグ、エースとキングとしてタッグ王座への挑戦を表明したが、その直後に後藤洋央紀と柴田勝頼がリング上に現れ、自分たちこそがタッグ王座の次期挑戦者組だとアピール。その傍らで柴田は「ベルト・・・それよりも、棚橋。オマエと勝負だ」と挑発を受けたが、「眼中に無ぇよ」と軽くあしらった。5月25日の横浜アリーナ大会にて後藤 & 柴田組とタッグ王座コンテンダーマッチを行い、真壁が後藤から勝利を収め挑戦権を獲得。DOMINION 6.21にてアンダーソン & ギャローズ組に挑戦したが王座奪取とはならなかった。
その後は柴田とイデオロギー闘争を勃発させ、7月のG1公式リーグ戦で対戦するも敗北。9月21日のDESTRUCTION in KOBEにて柴田とシングルマッチで三度対戦し、最後はハイフライフロー二連発で勝利を収め、G1での借りを返した。試合後、これまで舌戦を繰り広げた柴田と額を合わせて言葉を掛けあうと最後は握手を交わし、長らく続いた遺恨に終止符を打たせた。
10月13日、KING OF PRO-WRESTLINGにてIWGP王座を保持するAJスタイルズから指名を受ける形で挑戦。試合終盤にAJのセコンドについたジェフ・ジャレットによる介入に遭うも、突如として現われたヨシタツがジャレットを蹴散らすという助太刀を受け、最後はハイフライフローで勝利を収め、IWGP王座史上最多となる7度目の戴冠を果たした。

#### 2015年
2月11日、THE NEW BEGINNING in OSAKAにてAJに敗戦しIWGP王座から陥落。その後王座復権を誓うため、3月5日に開催されたNEW JAPAN CUPに3年ぶりに出場し一回戦で矢野通と対戦したが、わずか2分47秒で敗れ早々に脱落。矢野に足元をすくわれてしまったことでIWGP戦線から一気に後退した棚橋は、以後矢野と長期に渡る抗争を展開。
7月5日、DOMINION 7.5 in OSAKA-JO HALLにて再び矢野とシングルマッチにこぎ着けることに成功し、試合はハイフライフローで勝利を収め、抗争に終止符を打った。矢野戦を制した棚橋は「全部取り戻す気持ちで『G1』行きます」と、巻き返しを誓いG1 CLIMAX 25に出場。
8月16日、両国国技館で行われたG1 CLIMAX 25決勝戦では公式リーグ戦Aブロックを1位で通過し、Bブロック1位の中邑真輔をハイフライフロー2連弾で制し、2007年以来8年ぶり2度目の優勝を収めた。優勝セレモニーの中で、棚橋が勢い余って優勝旗を折ってしまうというアクシデントがあった。
その後、G1優勝者に手渡される東京ドーム・IWGP王座挑戦権利証を獲得した棚橋は、G1公式リーグ戦で敗北したバッドラック・ファレ、内藤哲也を相手に権利書争奪戦として再戦。いずれも勝利を収めたことで、翌東京ドーム大会でオカダの保持するIWGP王座に挑戦することが決定した。

#### 2016年

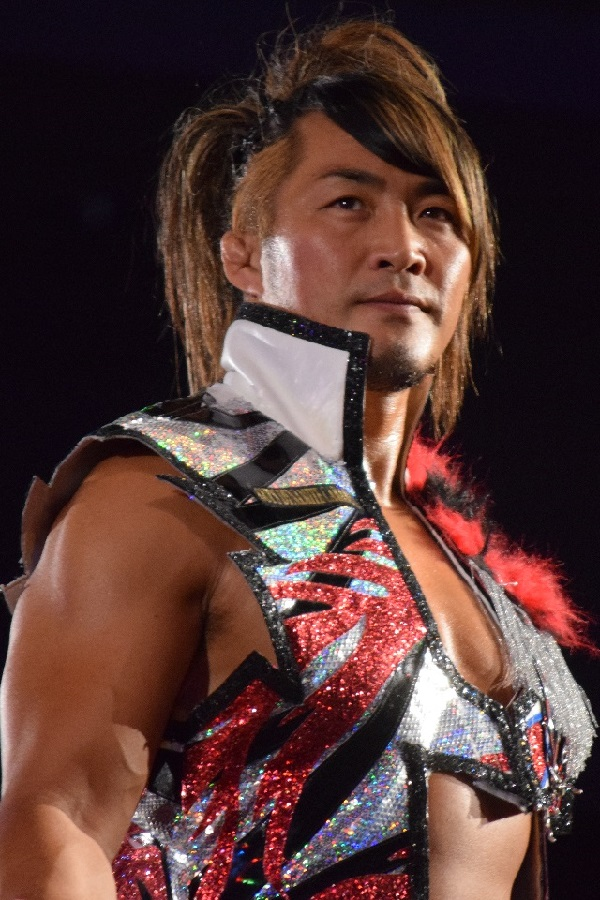
2016年

2016年1月4日、レッスルキングダム10のメインイベントで、オカダ・カズチカの保持するIWGPヘビー級王座に挑戦。35分を超える激闘の末、最後はレインメーカーでピンフォール負け。5年連続東京ドーム大会のメインイベント勝利記録が途絶えることとなった。
1月30日、中邑真輔の退団により空位となったIWGPインターコンチネンタル王座の王座決定戦として、ケニー・オメガと対戦することを発表した。2月14日、THE NEW BEGINNING in NIIGATAにてオメガと対戦したが、片翼の天使でピンフォール負けを喫し王座奪取に至らなかった。
5月21日、後楽園ホールでの試合後にBCに襲撃されてしまい左肩を負傷。検査の結果、左肩剥離骨折、二頭筋断裂と診断され欠場を余儀なくされる。
7月18日、G1の舞台で復帰を果たすも、精彩を欠き予選落ちに終わる。その後はG1開幕戦で敗北を喫したロス・インゴベルナブレス・デ・ハポンのSANADAと抗争を繰り広げ、11月5日、POWER STRUGGLEにて、SANADAと対戦。ハイフライフローでピンフォール勝ちを収めて抗争に終止符を打ち、同興行のメインイベント終了後、内藤の保持するIWGPインターコンチネンタル王座に挑戦を表明した。

#### 2017年
1月4日、レッスルキングダム11にて、内藤哲也の保持するIWGPインターコンチネンタル王座に挑戦。デスティーノでピンフォール負けを喫し王座奪取に至らなかった。
1月5日、東京・後楽園ホールで行われた「NEW YEAR DASH!!」にて田口隆祐、中西学とのタッグでロス・インゴベルナブレス・デ・ハポン（LIJ）のBUSHI、EVIL、SANADA組が持つNEVER無差別級6人タッグ王座に挑戦し勝利。第10代王者に戴冠。これを機に、田口を"監督"としたユニット「タグチジャパン」を結成し、活動を開始する。
2月11日、大阪・大阪府立体育会館で行われた「THE NEW BEGINNING in OSAKA」にて、LIJ（BUSHI、EVIL、SANADA）組に敗れ、NEVER無差別級6人タッグ王座陥落。
3月11日、愛知・愛知県体育館で開幕した「NEW JAPAN CUP 2017」ではEVILに敗戦し、1回戦敗退となる。
4月4日、東京・後楽園ホールで行われた「Road to SAKURA GENESIS 2017」にて、田口隆祐、リコシェとのタッグで、NEVER無差別級6人タッグ王座を懸けてLIJ（BUSHI、EVIL、SANADA）組とリマッチ、勝利し第12代王者となる。
6月11日、大阪城ホールで行われた「DOMINION 6.11 in OSAKA-JO HALL」でIWGPインターコンチネンタル王座の内藤哲也に挑戦、テキサスクローバーホールドで内藤からギブアップ勝ちを収め、第16代王者となった。ICのベルトを投げたり踏んだりという暴挙を行う内藤を批判し、「このベルトは僕が救います」と宣言した通りの結果となった。
7月2日、アメリカ・ロングビーチ コンベンション アンド エンターテイメント センターで行われた「G1 Special in USA」で、ビリー・ガンの挑戦を受けた。戦前に棚橋が、ガンをカリスマ的な存在として待望の挑戦者であるかのように発言した。しかし、現地ではWWE時代はタッグプレイヤーだった上に53歳と高齢のガンが挑戦者としては物足りないという微妙な空気が漂った。試合は、棚橋がハイフライフローでガンを一蹴して初防衛を飾った。
9月16日、広島・広島サンプラザホールで行われた「DESTRUCTION in HIROSHIMA」で、ザック・セイバーJr.を相手に2度目のIWGPインターコンチネンタル王座防衛戦を行った。終盤、鈴木みのるが乱入するも、エルガンが排除して棚橋をアシスト。最後はハイフライフローを炸裂させ、激闘を制した。試合後、棚橋は次期挑戦者として飯伏幸太を指名。
11月5日、大阪府立体育会館で行われた「POWER STRUGGLE」で、飯伏幸太を相手に3度目のIC王座防衛戦を行った。カミゴェを執念で防いだ棚橋が、最後はハイフライフローを炸裂させ、激闘を制した。試合後、ジェイ・ホワイトがリングに登場し、棚橋をKOに追い込んだ。

#### 2018年
1月4日、「WRESTLE KINGDOM 12 in 東京ドーム」にて、ジェイ･ホワイトを相手にIWGPインターコンチネンタル王座防衛戦を行い、4度目の防衛を果たした。
1月27日、「THE NEW BEGINNING in SAPPORO ～雪の札幌2連戦～」にて、鈴木みのるに敗れインターコンチネンタル王座から陥落。
1月28日、右膝変形関節症のため欠場が発表された。
8月12日、日本武道館で開催された『G1 CLIMAX 28』決勝で、飯伏幸太をG-1決勝史上最長となる35分の熱闘の末にピンフォール勝ちを奪い、3年ぶり3度目のG1 CLIMAX優勝を果たした。終盤はエルボーの打ち合いとなったが、飯伏のカミゴェ狙いを悉く切り替えし、最後は背中へのハイライフロー、ハイフライアタック、正調のハイフライフローの3連打で3カウント。敗れた飯伏は棚橋と握手を交わすことはなかった。棚橋の番記者に言わせれば、過去の功績が未来への期待を上回っていた中での優勝であった。
8月13日、『G1 CLIMAX 28』優勝決定戦の一夜明け会見が行われ、IWGPヘビー級王座挑戦権利証争奪戦の相手として、5月4日の『レスリングどんたく』で負け、『G1 CLIMAX 28』公式戦で時間切れで引き分けている、オカダ・カズチカを逆指名した。
9月23日、兵庫・神戸ワールド記念ホールで行われた「DESTRUCTION in KOBE」の第9試合で、オカダ・カズチカと東京ドーム・IWGPヘビー級王座挑戦権利証争奪戦を行い、ハイフライフローでオカダにとどめを刺し、挑戦権利証の防衛に成功した。試合終了後、ジェイ・ホワイトがリングに乱入し、ブレードランナーで棚橋をKO。場内が大ブーイングに包まれる中、ジェイは同じCHAOSのオカダにも襲い掛かってストンピングを連射した。
10月8日、東京・両国国技館で行われた「九州三国志 presents KING OF PRO-WRESTLING」の第8試合で、ジェイ・ホワイトと東京ドーム・IWGPヘビー級王座挑戦権利証争奪戦を行い、電光石火の首固めでジェイから3カウントを奪い、挑戦権利証の防衛に成功した。試合後、結果に納得がいかないジェイは棚橋にストンピングを連発。ヤングライオンが制止に入るも、これを蹴散らしたジェイはさらにブレードランナーを狙う。しかし、そこでオカダ・カズチカが棚橋の救出に登場。慌ててジェイは場外へ。場内は大きな「オカダ」コールに包まれるが、突然現れたBULLET CLUB OGの罠にかかり、オカダもKOされた。
10月17日、東京・後楽園ホールで行われた「九州三国志 presents Road to POWER STRUGGLE ～SUPER Jr. TAG LEAGUE 2018～」第2戦の第3試合、CHAOS組（オカダ・カズチカ&矢野通&バレッタ&チャッキーT）対BULLET CLUB OG組（ジェイ・ホワイト&バッドラック・ファレ&タマ・トンガ&タンガ・ロア）の試合は、BULLET CLUB OGの反則負けとなったが、試合後もジェイはオカダにストンピングを連発。ジェイはブレードランナーを狙うが、そこで棚橋がリングインし、オカダを救出した。
10月27日、東京・後楽園ホールで行われた「九州三国志 presents Road to POWER STRUGGLE ～SUPER Jr. TAG LEAGUE 2018～」第8戦の第4試合、CHAOS組（オカダ・カズチカ&矢野通&バレッタ&チャッキーT&ロッキー・ロメロ）対BULLET CLUB OG組（ジェイ・ホワイト&バッドラック・ファレ&タマ・トンガ&タンガ・ロア&外道）の試合は、外道がロメロから3カウントを奪った。試合終了後、オカダがジェイに襲い掛かったが、それをファレが妨害し、ジェイとタンガがオカダにストンピングを浴びせる。その後、ジェイがブレードランナーの体勢に入ったところ、棚橋が登場し、オカダを救出した。ここで棚橋がオカダへ声をかけ、2人でタマにダブルバックエルボーをお見舞い。館内が棚橋コールに包まれる中、ジェイは場外からリング上の棚橋&オカダを激しくののしって退場。すると、棚橋とオカダが向き合い、棚橋が両手の人差し指を立ててから握手の手を差し出す。これで場内が「オカダ」コールに包まれると、オカダも同じように左右の人差し指を立て、そこから棚橋とガッチリ握手。まさかの展開で場内が大歓声に包まれた。

#### 2019年

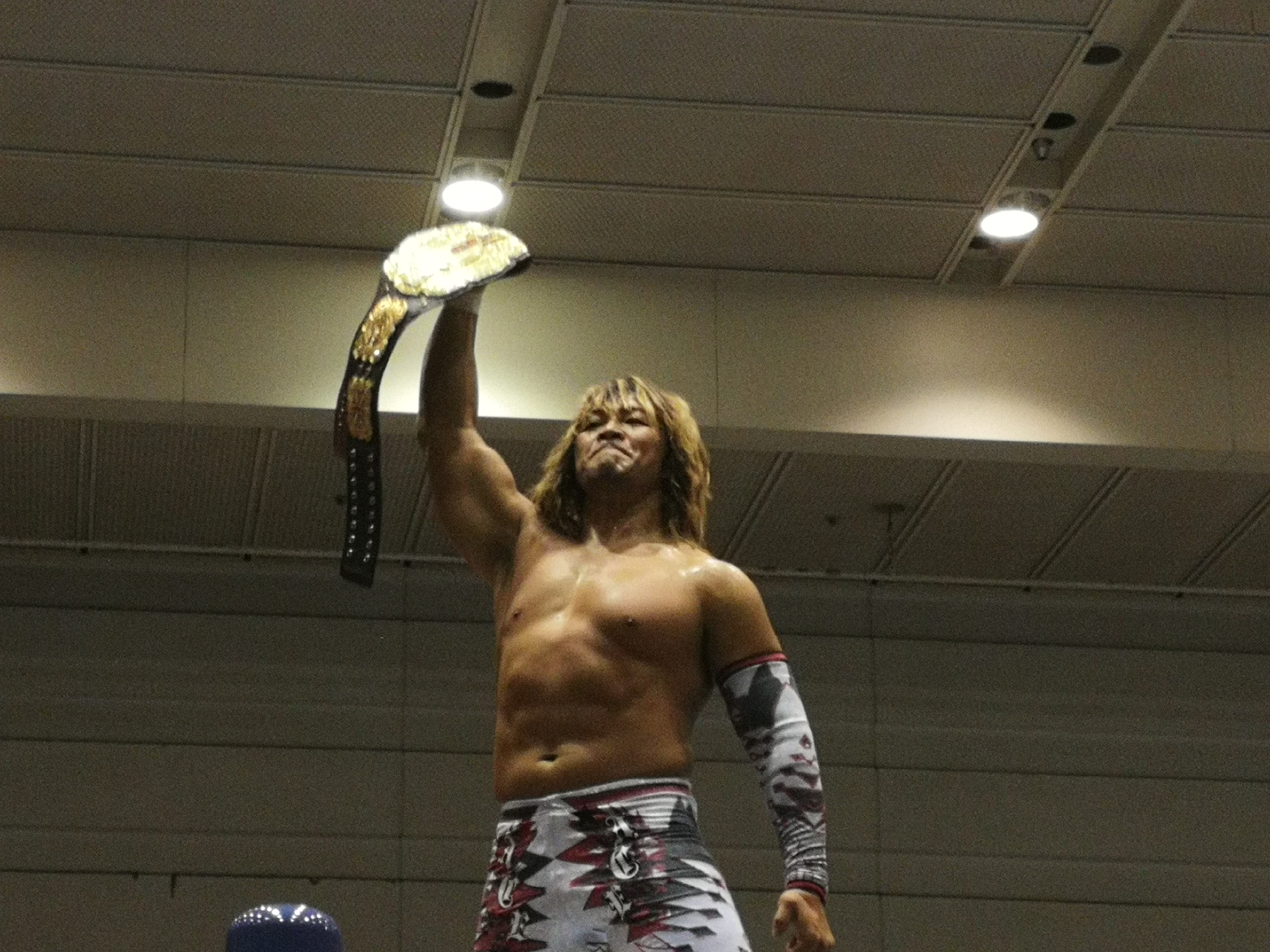
2019年9月12日　ブリティッシュヘビーのベルトを掲げる棚橋弘至

1月4日、「WRESTLE KINGDOM 13 in 東京ドーム」にてIWGPヘビー級王座のオメガに挑戦、ハイフライフローで39分13秒の激闘を制し第67代王者となった。これで8回目の戴冠となり、自身の持つ最多戴冠記録を更新した。
2月2日、オカダとのタッグでジェイ、ファレ組に挑むも、棚橋がジェイの新たなるフィニッシュホールド、T・T・O（タナハシ・タップ・アウト）を喰らってしまい、敗北を喫してしまった。
しかし2月11日、大阪府立体育会館大会でのホワイトとのIWGPヘビー級選手権試合においてホワイトのブレードランナーでピンフォールを奪われ初防衛に失敗。同王座から陥落した。
2月19日、ヨシタツと組み「ジャイアント馬場没20年追善興行～王者の魂～」メインイベントに出場し、宮原健斗、関本大介と対戦。試合後、宮原の「プロレス最高ですか！」「プロレスを最高に！」の声に合わせ「愛してまーす！」と声を合わせ絶叫した。

3月、NEW JAPAN CUP2019に出場。準決勝まで進出するもSANADAに敗れ、決勝進出とはならなかった。その後、準々決勝で勝利したブリティッシュヘビー級王者のザック・セイバーJr．から同王座の挑戦者に指名される。

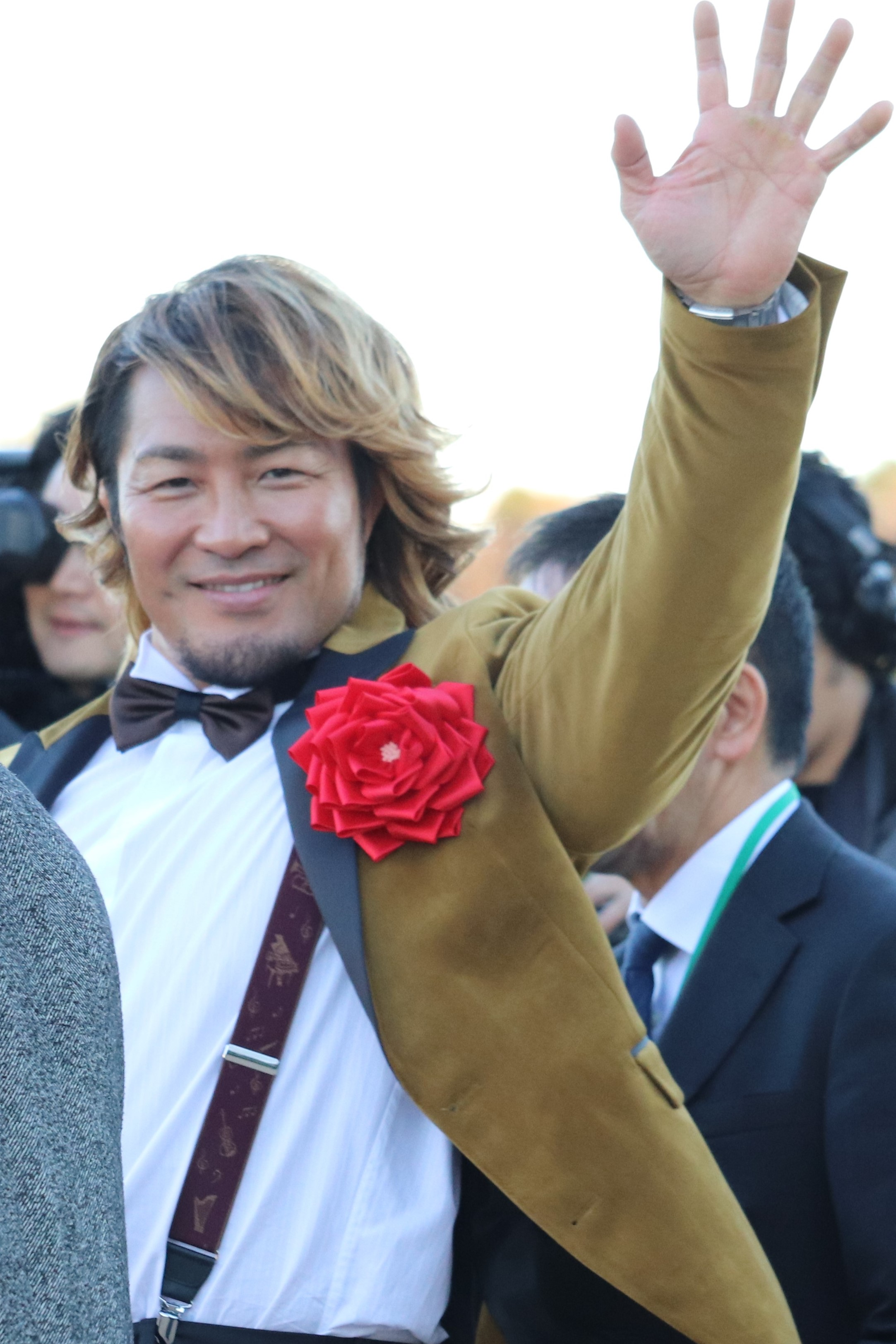
表彰式に臨む棚橋（2019年12月中山競馬場）

4月、マディソンスクエアガーデン大会にてブリティッシュヘビー王座に挑むも、変形ジムブレイクス・アームバーでギブアップ負けを喫する。また、これにより左肘を負傷。次期シリーズ、Road to レスリングどんたくの欠場を発表した。
5月、レスリングどんたく最終日に会場に現れ、6月に復帰することを発表。だが、そこにジェイ・ホワイトが現れ、「お前は列の後ろに並んどけ！」などと挑発をされ、復帰戦スペシャルシングルマッチが決定した。そして6月5日、両国国技館大会でのスペシャルシングルマッチでは、ジェイに首固めで丸め込まれ、復帰戦勝利とはならなかった。
7月、G1 CLIMAX 29に出場。開幕戦でオカダに敗れ、2戦目には迷子扱いしていた初出場のKENTAに敗れる。そこから、4連勝と巻き返すも、3連敗を喫し、結果は4勝5敗と11年ぶりに負け越しで終了した。
9月1日、イギリス・ロンドン・ザ・カッパー ボックスで開催された NJPW Royal Questの第7試合でザック・セイバーJr.が持つブリティッシュヘビー級王座に挑戦。ハイフライフローを完璧に決めて3カウントで決着。ブリティッシュヘビー初戴冠を成し遂げた。 9月15日、大分・別府ビーコンプラザで開催されたDESTRUCTION in BEPPUのメインイベントでザック・セイバーJr.とブリティッシュヘビー戦のリターンマッチを行う。試合はザックがグラウンドコブラで3カウントを奪い棚橋は防衛に失敗。ザックが新チャンピオンとなる。
11月16日〜12月8日に開催されたWORLD TAG LEAGUE 2019にトーア・ヘナーレをパートナーに出場。3勝12敗の勝ち点6でシリーズを終えた。

#### 2020年
1月4日のいわゆるイッテンヨンの東京ドームでは試合が組まれなかった。1月5日、WRESTLE KINGDOM 14 in 東京ドーム第7試合でクリス・ジェリコと対戦。ジェリコが持つAEW王座への挑戦がかかった試合だったがウォールズ・オブ・ジェリコでタップアウト負け。
2月9日、大阪城ホールで開催されたTHE NEW BEGINNING in OSAKAの第3試合ジュース・ロビンソン&デビッド・フィンレー&棚橋弘至&飯伏幸太vsタマ・トンガ&タンガ・ロア&高橋裕二郎&チェーズ・オーエンズの対戦で棚橋がロアを丸め込みで3カウントを獲ったことを受け、棚橋は飯伏と共にG.o.DのIWGPタッグ挑戦をアピール。
2月21日、後楽園ホール4連戦の三日目として開催されたNEW JAPAN ROADのメインイベントでIWGPタッグ王者のG.o.D（タマ・トンガ&タンガ・ロア）に、飯伏とのタッグで挑戦。棚橋がハイフライフローをタマに決め、3カウント。棚橋&飯伏組が新王者となった。試合後にはタイチとザック・セイバーJr.のタッグチーム「DANGEROUS TEKKERS」の襲撃に遭った。
6月22日に行われたNEW JAPAN CUP 2020第3戦のメインイベントでタイチとの一回戦を戦う。DOUKIの乱入で流れが変わり、最後は天翔十字鳳からのブラックメフィストで3カウントを奪われ一回戦敗退。
7月12日、大阪城ホールDOMINION in OSAKA-JO HALLの第6試合でIWGPタッグ王座を賭けて、タイチ&ザック・セイバーJr.組と対戦。最後は棚橋が天翔ザックドライバーを決められ3カウントを奪われ初防衛に失敗した。
8月6日～8月9日の後楽園ホール4連戦で開催され、飯伏幸太とマスター・ワトをパートナーに出場、8月8日に行われた2回戦で後藤洋央紀&石井智宏&YOSHI-HASHI組に敗れた。
8月29日、SUMMER STRUGGLE in JINGUの第5試合（セミファイナル）でIWGPタッグ選手権試合が行われ王者組（タイチ&ザック・セイバーJr.組）に棚橋弘至&飯伏幸太組で挑戦したが棚橋が王者組にザックメフィストを決められ敗退。試合後、飯伏とのタッグの一時解散を表明した。
9月、G1 CLIMAX 30にエントリー。結果は4勝5敗で2年連続負け越しでリーグ戦を終えるも、IWGP USヘビー級王座挑戦権利証を持つKENTAから勝利したため、11月の大阪大会で権利証争奪戦が決定した。
11月、大阪大会にてUSヘビー級王座挑戦権利証を懸けてKENTAと対戦するもGAME OVERでギブアップ負けを喫する。その後、トーア・ヘナーレとのタッグでWORLD TAG LEAGUEにエントリー。開幕戦にてグレート-O-カーンとの遺恨が勃発し、1月4日東京ドーム大会でシングルマッチが決定した。

#### 2021年
1月4日、東京ドーム大会でグレート-O-カーンとシングルマッチで対戦。最後はハイフライフロー2連発で勝利を収めた。その2日後、NEVER無差別級王座を保持する鷹木信悟と10人タッグマッチで激突。お互いが次のターゲットだと意識し始める。これにより1月30日愛知県体育館大会でNEVER無差別級王座に初挑戦することが決定した。
1月30日、愛知県体育館大会で鷹木信悟とのタイトルマッチに勝利。NEVER無差別級王座初戴冠を果たした。しかしマイクで締めようとしたところをグレート-O-カーンに急襲され、王座挑戦をアピールされた。
2月28日、NEVER王座を懸け、グレート-O-カーンと2度目のシングルマッチを行う。最後はエリミネーターを十字架固めで切り返し勝利。初防衛に成功した。
3月、NEW JAPAN CUP 2021にエントリー。NEVER王者であるため、シードで2回戦に進出し、ジェイ・ホワイトと対戦。ドラゴンスクリューを掛けようとしたところを踏ん張られてしまい、そのままブレードランナーで敗北した。その後、ホワイトが準々決勝で敗退し、標的を棚橋に切り替えたことにより、抗争が始まる。
そして4月4日のタッグマッチにて、棚橋が英語で「ジェイ！、俺はお前の挑戦を受けてやる。なぜなら、お前はタップアウトした、俺のテキサスクローバーホールドに、またの名をJ・T・O（ジェイ・タップ・アウト）」と言って挑戦を受けることを決定し、5月3日福岡大会にて王座を懸けて対戦することが決定した。この日の試合からテキサスクローバーホールドにJ・T・O（ジェイ・タップ・アウト）と名付けられた。
5月3日、ジェイとNEVER王座を懸けて対戦。かねてから「ジェイをタップアウトさせる」ことを宣言しており、ハイフライフローからのテキサスクローバーホールドでタップアウトを取るもレフェリーが見ておらず、最後はブレードランナーで敗北し、王座から陥落した。
7月24日、昨年USヘビー級王座挑戦権利証が入ったブリーフケースが破壊されたと因縁をつけられたKENTAと、愛知県体育館大会のメインイベントにてスペシャルシングルマッチとして対戦。棚橋、KENTA両者と関係が深い柴田勝頼が立会人として見守る中、柴田の得意技である低空のドロップキックを披露し、ハイフライフローからの片エビ固めで勝利を収める。マイクアピールにて、翌日の東京ドーム大会メインイベントについて飯伏幸太の容態次第で代替挑戦可能なことを「準備できてまーす！」と宣言。
7月25日、東京ドーム大会メインイベントにて鷹木信悟が持つIWGP世界ヘビー級に挑戦予定だった飯伏幸太が誤嚥性肺炎で欠場となったため、棚橋が代替挑戦者となったことが当日発表された。飯伏の得意技カミゴェを放つなど善戦をしたが、ラスト・オブ・ザ・ドラゴンからの片エビ固めで鷹木に敗れた。
7月28日（米時間）、AEWの番組『AEW DYNAMITE』内にメッセージVTRで登場しIWGP USヘビー級王座挑戦を表明。日本時間8月15日のロサンゼルス大会で王者であるランス・アーチャーに挑戦することが決定した。
現地時間8月14日、ロサンゼルスで行われた久々となるアメリカ有観客大会にて、IWGP USヘビー級王座を懸けてランス・アーチャーと対戦。最後はハイフライフロー3連発（アタック→背面→正面）で勝利。初の日本人USヘビー級王者となった。また、ジェイ・ホワイトに続き史上2人目となる新日本プロレスが管理する4大シングル王座全戴冠を達成した。
9月4日、飯伏幸太とIWGP USヘビー級王座の初防衛戦を行い勝利。
11月6日、IWGP USヘビー級選手権試合2度目の防衛戦でKENTAと対戦。敗北し王座から陥落した。
11月14日から開幕のWORLD TAG LEAGUE 2021に出場。今大会ではかつて敵対していた矢野通とのタッグでエントリー。チーム名は『ヒロシとトオル』。また、ビーバップハイスクールの主人公である中間徹・加藤浩志と同じ名前であることから、2人で学ランを着用して試合に臨んだ。

#### 2022年

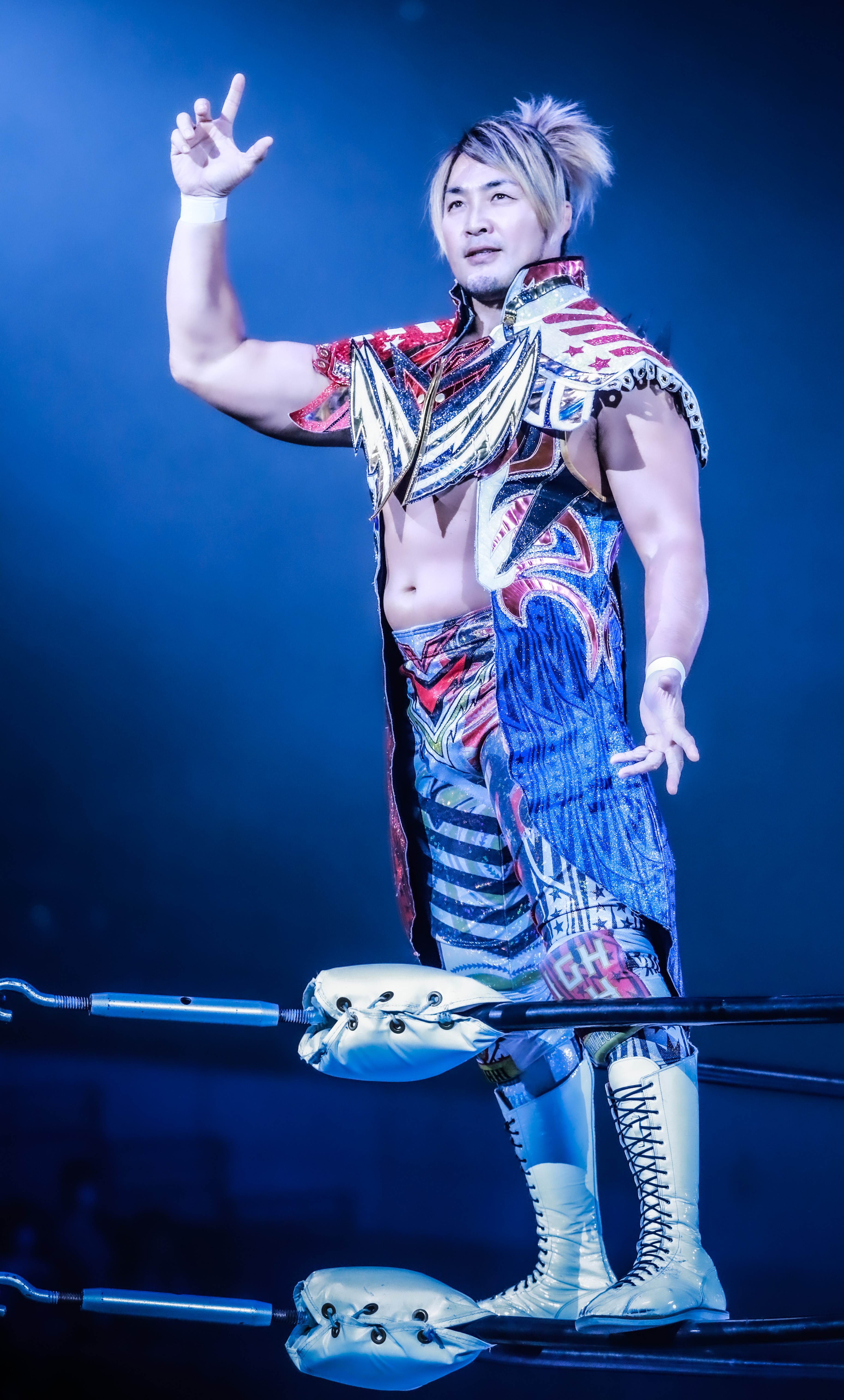
2022.10.30 Noah 有明アリーナ

1月5日、東京ドーム大会にてKENTAとIWGP USヘビー級王座を懸けてノーDQマッチで再戦。勝利を収めて同王座に返り咲いたが、試合後のバックステージでは複雑な心境を吐露し「コテコテの60分フルタイムドローのレスリングをやりたい」と語った。
プロレスリング・ノアとの対抗戦として行われた1月8日の横浜アリーナ大会では、オカダとのタッグで武藤敬司&清宮海斗組と対戦。オカダが清宮をレインメーカーで下し勝利した。
2月19日、札幌大会でSANADAとUS王座の初防衛戦に挑むも敗れた。
3月1日、日本武道館で行われた旗揚げ記念日興行では、オカダ、藤波辰爾とのタッグで鈴木みのる、ザック・セイバーJr.、藤原喜明と対戦し勝利。その後のシリーズで行われたNEW JAPAN CUPでは、1回戦でYOH、2回戦でバッドラック・ファレを下すも、3回戦で内藤哲也に敗れ優勝はならなかった。
4月16日、後楽園ホール60周年を記念して開催された「還暦祭」のメインイベントで宮原健斗とのタッグでタイチ、ジェイク・リーと対戦。30分フルタイムドローに終わり勝敗はつかなかった。試合後にはジェイクに対し、「新日本に上がってこいよ」と勧誘した。
4月16日（米国時間）、アメリカ・シカゴ大会のメインイベントでウィル・オスプレイを下したジョン・モクスリーに、5月14日（米国時間）のワシントン大会での対戦を要求される。
5月1日、福岡PayPayドーム大会にて、SANADAの王座返上により行われたUSヘビー級王座の新王者決定戦が行われ、石井智宏を下し、3度目の戴冠を果たす。しかし、試合後に本隊を裏切りBULLET CLUBに加入したジュース・ロビンソンにベルトを奪われてしまった。
5月12日、後楽園ホールで行われたドラディションに初参戦し、藤波辰爾デビュー50周年記念大会のメインイベントに出場し勝利。試合後、藤波が12月1日代々木大会でのシングルマッチを熱望し、これに対して対戦相手として名乗り上げた。
5月15日（現地時間・5月14日）、アメリカ・ワシントンDC大会にて、ジュース・ロビンソン、ウィル・オスプレイ、ジョン・モクスリーとのIWGP USヘビー級選手権試合4WAYマッチを行う。最後はジュースがオスプレイから勝利し、わずか2週間で王座陥落。
6月12日、大阪城ホール大会にて、AEW暫定世界王座戦への進出を懸けて後藤洋央紀と対戦。最後はハイフライフローで後藤から勝利し、現地時間・6月26日にアメリカ・シカゴで行われるAEWと新日本プロレスの合同興行『FORBIDDEN DOOR』にて行われるAEW暫定世界王座戦への進出が決まった。
6月27日（現地時間・6月26日）、アメリカ・シカゴにて行われたAEWと新日本プロレスの合同興行『FORBIDDEN DOOR』にて、AEW暫定世界王座を懸けてジョン・モクスリーと対戦。最後はデスライダー（パラダイムシフト）に敗れた。
7月、G1 CLIMAX 32にCブロックでエントリー。初戦にてアーロン・ヘナーレに敗れるも、内藤哲也に首固め、ザック・セイバーJr.にジャックナイフ式エビ固め、EVILにグラウンドコブラツイストホールドと、全て丸め込みで勝利。3連勝で勝ち点6まで伸ばすが、大阪城ホール大会で勝利した後藤洋央紀、東京ドーム大会で勝利したKENTAにそれぞれ敗れ、3勝3敗勝ち点6でリーグ戦を終了。決勝トーナメント進出とはならなかった。また、今大会は出場した28選手で棚橋が最もメインイベントの多い選手であった（Cブロック公式戦6試合中5試合）。
8月18日、タッグマッチにてNEVER無差別級王者のカール・アンダーソンに勝利。9月25日の神戸大会にてタイトル挑戦が決定した。
9月5日、新日本プロレスが声出し応援可大会（場所：後楽園ホール）のメインイベントにて、オカダ・カズチカとのタッグで勝利。約2年半ぶりとなる声出し応援の中で最後は『愛してま～す』の大合唱を行った。試合後のバックステージでは、「2年半という月日は長かったです。長かったですが、2年半の時間を皆さんの声援がたった一日で埋めてくれました。まずは本当に第一歩です。最後に言わせてください。2年半、ちゃんとルールを守って、拍手を届けて、会場に来てくれて、（新日本プロレス）ワールドで見てくれて、応援してくれた新日本プロレスファンの皆さんを心の底から誇りに思います」と、涙ながらに感謝の言葉を口にした。
9月25日、神戸ワールド記念ホール大会にてNEVER無差別級王座に挑戦するも最後はガン・スタンで敗北した。
10月23日、新青森総合運動公園マエダアリーナ大会にて田口隆祐、ヒクレオとのタッグでNEVER無差別級6人タッグ王座に挑戦するも敗北した。
11月、WORLD TAG LEAGUE 2022に出場。2年連続矢野通との『ヒロシとトオル』タッグでエントリー。
12月1日、国立代々木競技場第二体育館で行われた『藤波辰爾50周年記念試合FINAL』のメインイベントにて、師である藤波辰爾とシングルマッチで対戦。最後はハイフライフローで偉大なる師から勝利を収めた。

#### 2023年

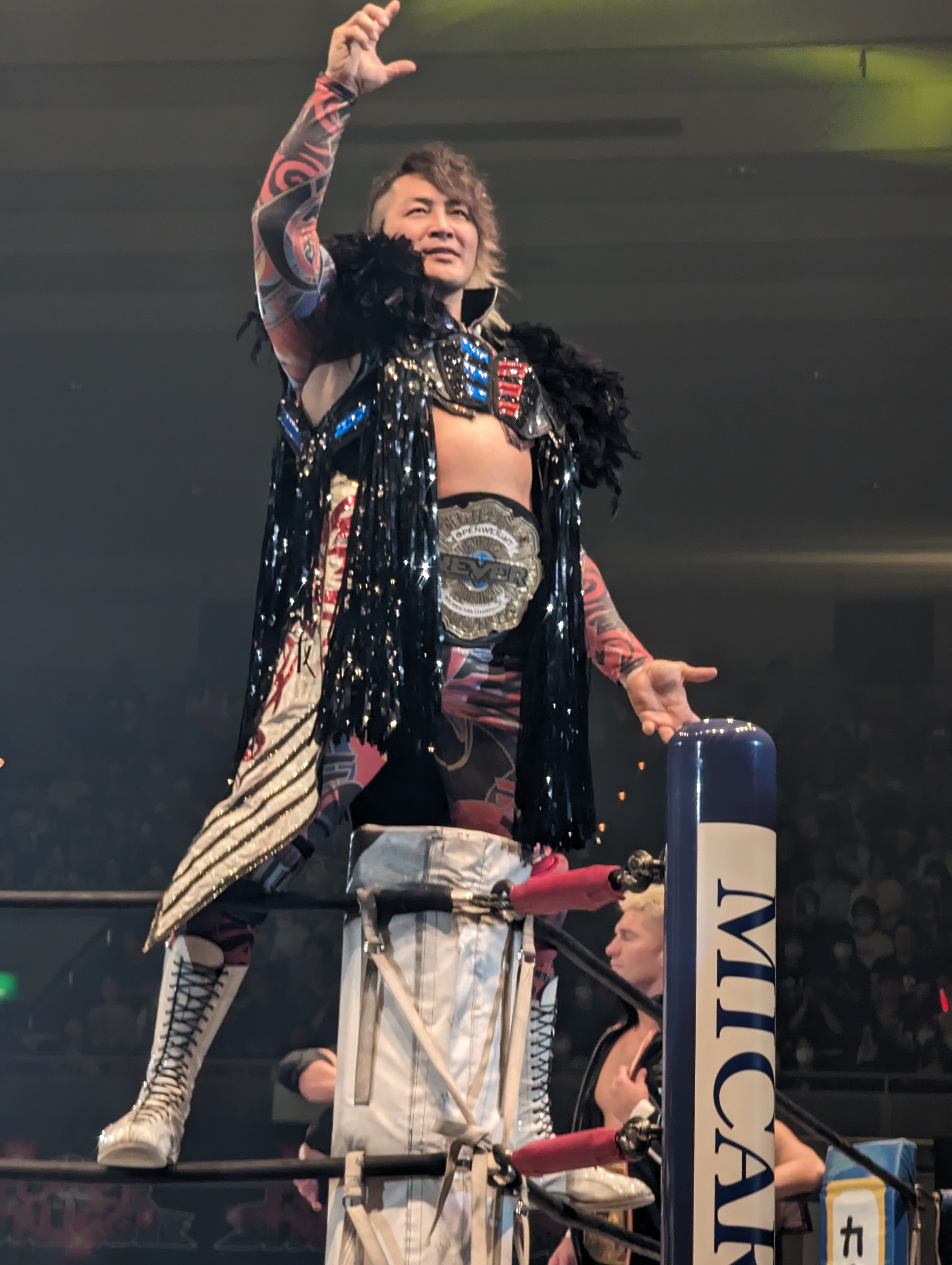
第26代NEVER無差別級6人タッグ王座のベルトを巻く棚橋弘至

5月3日に開催された『レスリングどんたく 2023』にて、鈴木 みのる＆エル・デスペラード＆成田 蓮組が持つNEVER無差別級6人タッグ王座に挑戦し勝利。第27代NEVER6人タッグ王座を戴冠。6月4日に開催された『DOMINION 6.4 in OSAKA-JO HALL』にてジョン・モクスリー&クラウディオ・カスタニョーリ&海野翔太組を相手に防衛戦を行い勝利。初防衛に成功する。9月9日に開催された『Road to DESTRUCTION』にて天山広吉&真壁刀義&タイガーマスク組と防衛戦を行い勝利。2度目の防衛に成功。10月9日に開催された『カンタン酢™ Presents DESTRUCTION in RYOGOKU』にてIMPACT! WRESTLINGのアレックス・シェリー&クリス・セイビン&ジョシュ・アレクキサンダー組相手に3度目の防衛に成功。11月4日、ザック・セイバーJr.&マイキー・ニコルス&シェイン・ヘイスト組相手に4度目の防衛に成功。11月11日、SANADA＆タイチ＆上村組相手に5度目の防衛に成功。11月17日、本間&成田&田口組相手に6度目の防衛に成功。12月21日、ジェフ・コブ&グレート-O-カーン&HENARE組相手に7度目の防衛に成功した。
12月23日、新日本プロレスリング株式会社の臨時株主総会及び取締役会に於いて、同社の第11代代表取締役社長に就任した。

#### 2024年

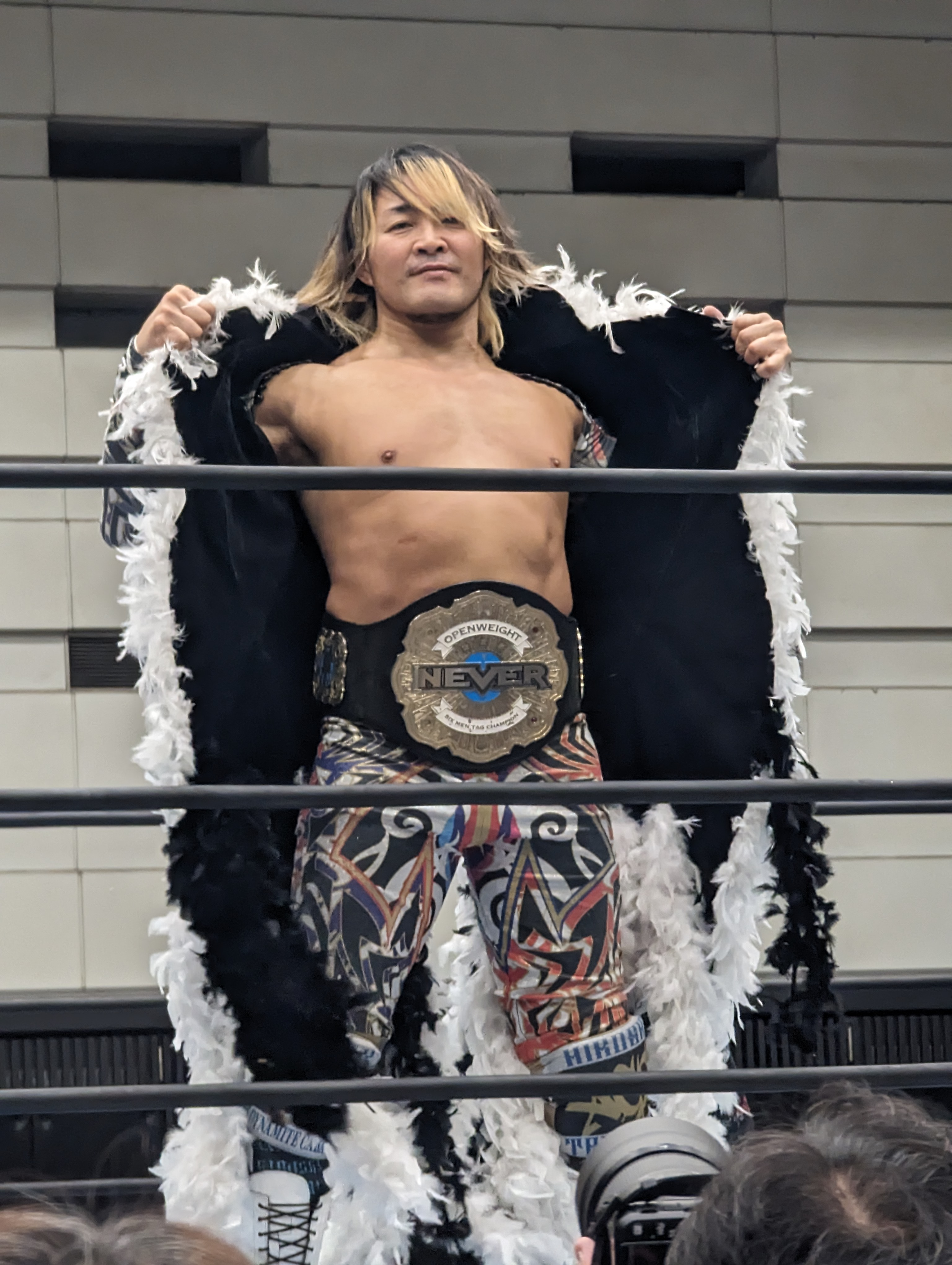
第27代NEVER無差別級6人タッグ王座のベルトを巻く棚橋弘至

1月2日、社長就任後の初陣として、プロレスリング・ノアの有明大会に参戦。HAYATAとのタッグでザック・セイバーJr.、小川良成と対戦した。1月4日、東京ドーム大会にて、16度の防衛を誇っていたザックからNJPW WORLD認定TV王座を奪取。翌5日には急遽組まれた田口隆祐との防衛戦に勝利し、試合後のVTRでは元WWEのマット・リドルから宣戦布告を受けた。1月24日、マイキー・ニコルス＆シェイン・ヘイスト＆藤田晃生組を相手に8度目の防衛戦を闘い勝利。オカダの新日本所属ラストマッチに花を添えた。試合後、オカダが王座返上を宣言しNEVER無差別級6人タッグ王座を返上した。2月23日に開催された『THE NEW BEGINNING in SAPPORO』にてマット・リドルを相手に2度目の防衛戦を闘い敗北。NJPW WORLD認定TV王者から陥落した。2月29日、右足関節捻挫の回復に専念する為、 4・6両国でIWGP GLOBALヘビー級王者のニック・ネメスへの挑戦が決まっていたが開催延期となった。
4月14日、台湾・Zepp New Taipeiで開催された『WEICKER presents WRESTLING WORLD 2024 IN TAIWAN』のNEVER無差別級6人タッグ王座 新王者チーム決定トーナメントに棚橋弘至＆矢野通＆ボルチン・オレッグ組で参戦。メインイベントの決勝戦でEVIL＆SHO＆金丸組に勝利し第27代NEVER6人タッグ王者に輝いた。
7月3日、後楽園ホールで開催された『NEW JAPAN SOUL 2024』の『G1 CLIMAX 34』Bブロック出場者決定トーナメント準決勝戦でボルチン・オレッグに敗れ、自身の持つ最多連続出場記録が22年でストップしてしまう。
10月14日、両国国技館大会でデビュー25周年記念試合に出場し、海野翔太、エル・ファンタズモと組み、HOUSE OF TORTURE（EVIL、高橋裕二郎、金丸義信）と対戦。得意技ハイフライフローで高橋から3カウントを奪い、勝利を収めた後、マイクを手に取り、「あっという間に25年がたちました。これも皆さんの熱い声援、そして時々のブーイングのおかげです。ありがとうございました！」と25年間支えてくれたファンに感謝の言葉を述べた。その直後、「棚橋のゴールを決めました。」として引退を宣言。約1年2ヵ月後の2026年1月4日に現役引退することを表明した。
11月から12月にかけて行われたWORLD TAG LEAGUEでは、邪道をタッグパートナーとして参戦した。。

#### 2025年
2025年1月4日、WRESTLE KINGDOM 19東京ドーム大会にてEVILとランバージャックデスマッチが組まれ、負けたら棚橋の即引退が掛けられていたが勝利し引退回避。今大会より棚橋弘至ファイナルロードが開始した。
1月5日、WRESTLE DYNASTY東京ドーム大会に出場し、柴田勝頼とスペシャルエキシビションマッチを行い引き分け。

## 得意技

### フィニッシュ・ホールド
ハイフライフロー
ドラゴン・スープレックス・ホールド
スリング・ブレイド

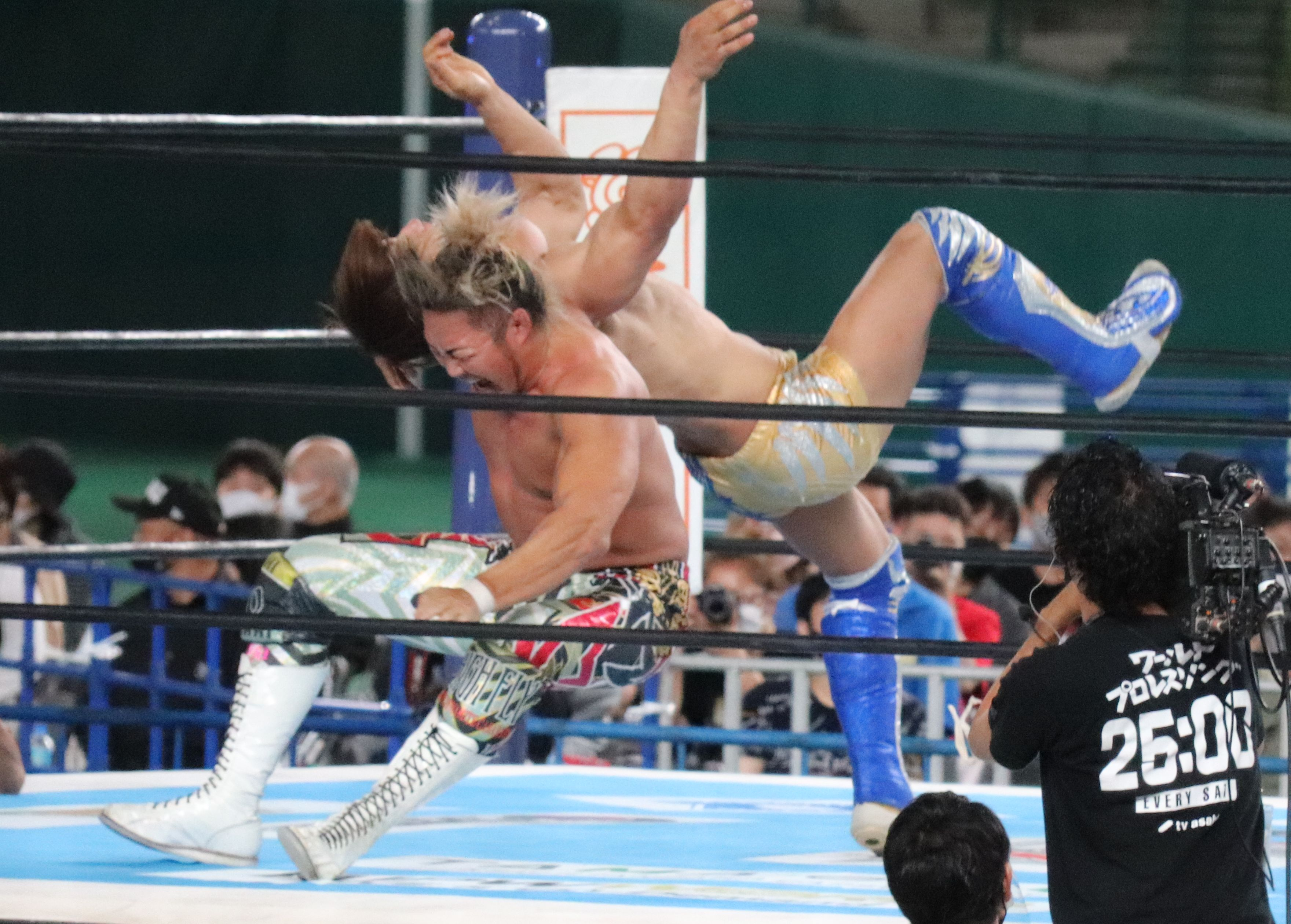

旋回式フライング・ネックブリーカー・ドロップ。

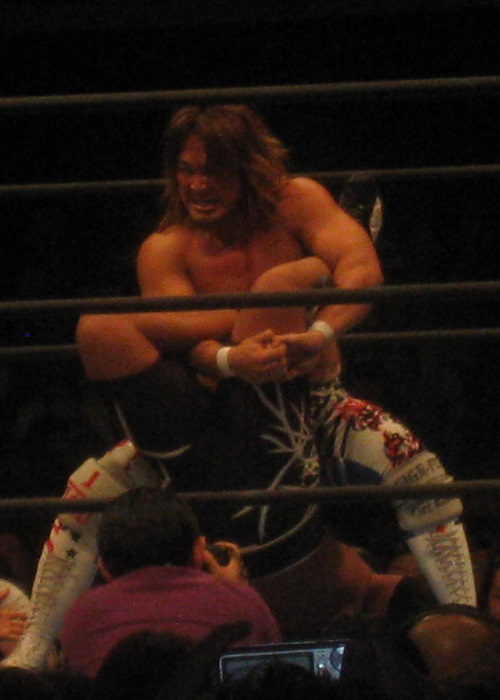
テキサスクローバーホールド

## タイトル歴
新日本プロレス
- IWGPヘビー級王座 : 8回（第45代、47代、50代、52代、56代、58代、61代、67代）

最多戴冠記録保持者。
- IWGPインターコンチネンタル王座 : 2回（第7代、16代）
- IWGP USヘビー級王座 : 3回（第10代、12、14代）
- IWGP U-30無差別級王座 : 2回（初代、3代）
- NJPW WORLD認定TV王座 : 1回（第2代）
- IWGPタッグ王座 : 3回（第44代、47代、86代）

パートナーは吉江豊→中邑真輔→飯伏幸太。
- NEVER無差別級王座 : 1回（第32代）
- NEVER無差別級6人タッグ王座 : 6回（第5代、10代、12代、26、27、29代）パートナーはマイケル・エルガン & ヨシタツ→中西学 & 田口隆祐→田口隆祐 & リコシェ→オカダ・カズチカ & 石井智宏→矢野通 & ボルチン・オレッグ。

- U-30王座争奪リーグ戦 優勝 : 1回（2003年）
- U-30タッグトーナメント 優勝 : 1回（2004年）

パートナーは石森太二。
- G1 CLIMAX 優勝 : 3回（2007年、2015年、2018年）
- NEW JAPAN CUP 優勝 : 2回（2005年、2008年）

プロレスリング・ノア
- GHCタッグ王座 : 1回（第7代）

パートナーは永田裕志。
CMLL
- CMLL世界タッグ王座 : 1回（第34代）

パートナーは獣神サンダー・ライガー。
- CMLL世界トリオ王座 : 1回（第21代）

パートナーはタイチ & OKUMURA。
- カンペオン・ウニベルサル 優勝 : 1回（2013年）

RPW
- RPWブリティッシュ・ヘビー級王座 : 1回（第22代）

プロレス大賞
- 2003年度プロレス大賞 敢闘賞
- 2006年度プロレス大賞 敢闘賞
- 2007年度プロレス大賞 殊勲賞
- 2009年度プロレス大賞 最優秀選手賞
- 2011年度プロレス大賞 最優秀選手賞
- 2012年度プロレス大賞 年間最高試合賞（6月16日大阪府立体育会館、IWGPヘビー級選手権試合、オカダ・カズチカ vs 棚橋弘至）
- 2014年度プロレス大賞 最優秀選手賞
- 2018年度プロレス大賞 最優秀選手賞

## 入場テーマ曲
| 曲名                                               | 作曲者                                         | 備考 |
| -------------------------------------------------- | ---------------------------------------------- | --- |
| STRANGE                                            | N.J.P. UNIT                                    | デビュー当時に使用。[CD：WBSS-8000] |
| DO IT MYSELF                                       | SUPER STUPID                                   | 2004年12月まで使用。大学生時代に京都の古着屋で同曲が流れていて、プロレスラーになったら「この曲で入場する」と、入場曲として使用した経緯を後に語っている。下記HIGH ENERGYに入場曲を変更して以降、新日本とは別ブランドとなるWRESTLE LANDで使用されている。[CD：SRCL-3692] |
| HIGH ENERGY                                        | 作曲：JULIA CLARIS 編曲：棚橋弘至、NJPW SOUNDS | |
| LOVE & ENERGY                                      | 北村陽之介                                     | |
| トオルとヒロシメドレー intoxication? LOVE & ENERGY | 北村陽之介（LOVE & ENERGY）✗NJPW               | |

## 決め台詞
- 「○○の皆さん、愛してま〜す!」

勝利を収めた試合の締めで発言する台詞。○○には会場・大会の開催地名が入る（イベントの締めに言うこともある）。
初公開は2006年7月17日の月寒グリーンドーム大会。当時のIWGP王者であるブロック・レスナーの来日が不能となり、急遽開催されたIWGP王者決定トーナメントを制した後の勝利者インタビューにて。王者の来日ドタキャンという緊急事態の中でIWGP王者となった棚橋は、「今日、集まってくれたファンの皆さん、愛してます。そしてやっぱり俺は新日本プロレスを愛してます！」と、観衆に対して涙ながらに訴えかけ、この時はまだ「ま」と「す」の間に「〜」が入ることはなかった。同年10月9日の両国国技館大会より、現在のような観衆への愛を明確にした絶叫スタイルが定着した。ただし、この決め台詞は昔ながらのプロレスファンには刺さらず、言った直後に客席から「（俺たちは棚橋を）愛してませ〜ん！」と野次で返されることも時々あるという。
大日本プロレス所属のアブドーラ・小林が非公認でこの台詞を使用していたが、後にサムライTVの放送番組内で行われた対談にて棚橋本人により公認された。
立命館大学の同級生である角田龍平がMCを務める『角田龍平のオールナイトニッポンR』にてジングルのドナリに上記の肉声を使用している。
マイク無しで行うサイレントバージョンも存在していたが、現在ではあまり見られない。
- 「100年に1人の逸材、棚橋弘至です!」

自己紹介の際に使用。
元ネタは『仮面ライダーキバ』の紅音也が発した台詞「100年に一度の天才」から。
- 「まぁ、俺のカッコ良さは反則だけど」

以前、反則攻撃を受けた試合の後のインタビューにて、反則行為を行った相手に向かって文句を言った後の捨て台詞。
- 「お前の罪を数えろ!」

元ネタは『仮面ライダーW』の台詞。特に矢野との抗争時に多用し、煽りPVでは矢野が「テメェで数えろ!」と言い返す、という編集が行われている。
- 「○○にキター!!」

『仮面ライダーフォーゼ』のセリフが元ネタ（○○には地名などが入る）。
- 「俺、生まれてから一回も疲れたこと無いから」

この決め台詞を言うようになったのは、とある試合後の食事会で「お疲れ様です」と言う女性に対し、「ありがとう。でも大丈夫、疲れてないから」と答えたことが最初。
公の場でこのフレーズを初めて言ったのは、2012年のレッスルキングダムVIにて、IWGPヘビー級王座防衛後のこと。その時挑戦を表明してきたオカダ・カズチカの「これからは新日本は自分が引っ張っていく、棚橋さんお疲れさまでした。あなたの時代は終わりです」、というセリフに、「悪いなオカダ、オレは生まれてから疲れたことがないんだよ」と返答し、会場がドッと沸いた。以降「疲れ」が話題になる時には必ず言うようになったが、毎年4月1日のエイプリルフールには「あー疲れた！」とツイートするのがお約束である。
- 「IWGPは遠いぞ」

上記と同じく2012年のレッスルキングダムVIにて、IWGPヘビー級王座防衛後に挑戦を表明してきたオカダ・カズチカに向かって放った台詞。この言葉は後に棚橋にまつわる選手がこの件を意識して使うことが多い。
後にオカダからIWGP王座を奪われ、同王座に挑戦を表明したとき、オカダから逆にこの台詞を吐かれた。
- 「お前が俺の最後の希望だ」

『仮面ライダーウィザード』からの引用で、2016年末IWGPヘビー級戦線に絡めず東京ドーム連続メインイベント記録が途絶えそうになった棚橋が内藤哲也の持つIWGPインターコンチネンタル王座に挑戦表明した時に発した。

### 決めポーズ
- 逸材ポーズ[117]

右手の親指と人差し指を突き立てた状態から、人差し指で天をかざすように手を顔より少し上の位置まで上げる。初公開は2008年後半。初期段階では親指と人差し指だけ立てて他の3本指はしっかり握っていたが、後に中指、薬指、小指の3本は完全に握らずに微妙な握り具合のままでポーズを決めるようになった。リングインした後コーナーポストに登り、リングアナウンサーのコールに合わせて決めることが多い。
本人曰く『仮面ライダーカブト』へのオマージュである」と公言しており、後にカブトのスーツアクターである高岩成二から直伝されたことからポーズの拝借は無許可ではないことを明らかにしている。

### パフォーマンス
- エアギター

入場時には入場曲にあわせて、試合終了後には『仮面ライダー響鬼』の挿入曲である「雷電激震」に合わせてパフォーマンスを行う。
2014年の東京ドーム大会から新たにHIGH ENERGYバージョンを披露した。

## 人物・エピソード

### プロレスのプロモーション活動とブーイング
新日本プロレスに入門した1999年ごろは総合格闘技の人気が高まり、先輩人気レスラーたちの離脱も相まってプロレス自体の人気が落ちたころだった。しかし本人は前向きにプロレス界を盛り上げるため、様々な形で宣伝活動をほぼ休みなしで行った。しかし、本人が金髪ロン毛スタイルで飛び抜けて軟派なレスラーだったため、従来のプロレスファンからは「棚橋は新日本らしくない」と否定的に思われた。
その後も信念を持ってプロモーション活動をしたが、2006年ごろから試合時に棚橋に対してブーイングが起き、ネットでは誹謗中傷されるようになった。2009年に大阪で行われた中西学とのタイトルマッチで、棚橋への大ブーイング&中西への声援の中で試合が始まったが、少しずつ棚橋への声援が加わり、試合終了時には“大棚橋コール”に変わっていた。これがきっかけとなり、以降全国の他の会場でも徐々に声援の数が増え、2010年ごろにはブーイングが収まった。

### その他
- 中部電力でサラリーマンをする父と、母のもとに生まれ、3兄弟の長男として育つ。子供のころは先述の通り祖母とプロレスを楽しく見ていたが、将来プロレスラーになりたいとは特に思っていなかった[4]。小中高と野球に熱中したが、ポジションはレフトで7番で守備が下手だった。高校生のころ、2つ下の弟が見ていたプロレス番組を一緒に見たところ、改めてプロレスに衝撃を受けた[4]。
- 名づけのエピソードとして、父親は最初、豊臣秀吉の「秀吉」を逆さにして「吉秀」と名付けようとしたらしいが、母親から猛反対され「弘至」という名がつけられた。「弘」の一文字でも「ひろし」と読むことができるが、父親がアントニオ猪木の大ファンであることから、猪木の本名である「猪木寛至」から一文字いただいたという[118]。
- 本人によると、高校入試では1番の成績で合格したが、部活の野球に熱中するあまり成績が徐々に下がった。3年生の8月の時点で偏差値50ほどになったが半年で65まで上げ、最終的に再び1番の成績で卒業した[4]。
- 大学入学時の体重は65kgだったが、プロレス同好会に入会したあと日々の食事で体重を増やし[注釈 18]、1年生の終わりには80kgになった[4]。
- 大学3年生のプロレス入団テスト合格直後、大学の就職課で就職先を記すカードに「新日本プロレスリング株式会社」と記入した[注釈 19]。その後両親にプロレスラーになることを告げたところ、明るくて楽しいことが好きな母は喜んでくれたが、父からはすごく心配されたという[4]。
- 一男一女の父。2003年に誕生した娘の呼春はキッズモデルを経て、2018年より女優として活動している[119][120]。
- 憧れのプロレスラーとして、ダイナマイト・キッド、カート・アングル、ショーン・マイケルズの名を挙げている。中でもマイケルズのファンであり、2009年当時IWGP王者だったころ、挑戦者としてアングルを迎え撃った際、前日記者会見にてアングルから「タナハシは日本のショーン・マイケルズだ」[121]と言われたときは、死ぬほど嬉しかったと答えている[122]。
- 1997年に行われた入門テストに合格したものの、長州より「大学卒業」の指示を下された棚橋は当時、プロレスラーになるのに大卒の肩書きが必要なのか疑念を抱いていたが、大学時代に得た知識はコメントを発表するときの言葉選びに役立っていることや「立命館大学卒」という肩書きでクイズ番組に出演できているのは長州のおかげであると、のちに感謝の意を表している[12]。
- 入門当時に新日本の現場監督であった長州力が「学生プロレス嫌い」を公言していたことから、当初棚橋自身は立命館大学レスリング部出身を名乗り、学生プロレス経験者であることを公言せず、2006年4月に東京スポーツ紙上でレイザーラモンHGと対談した際、自らが学生プロレス出身であることを初めて公言した（サークルの先輩にユリオカ超特Q・レイザーラモンRGがいる）。学生プロレス時代のリングネームは、メイ牛山、ハメ浩を経て、ターナー・ザ・インサート[注釈 20]。
- 仮面ライダーシリーズの大ファンであり、現在のスタイルに多大なる影響を与えている。2016年8月4日には『アメトーーク!』の「仮面ライダー芸人」に出演し、仮面ライダーへの熱い思いを語った。このアメトーークの出演が反響を呼び遂に仮面ライダーの映画に出演することになった。平成ライダーシリーズは『仮面ライダーカブト』から見始め、平成ライダーシリーズの中でも『仮面ライダーW』が一番好きだという。
- また、上記の『アメトーーク!』で過去に『仮面ライダークウガ』の主人公役のオファーがあったエピソードを明かしたが、番組放送後に当時東映のチーフプロデューサーであった髙寺成紀がTwitter上で事実誤認であることを語っている。実際はテレビ番組の主役ではなく、獣神サンダー・ライガーを手本にした“プロレスラーの仮面ライダークウガ”を番組のプロモーションの一環として登場させようと、当時テレビ朝日のプロデューサーであった清水祐美が過去にスポーツ局に所属し、新日側と繋がりがあったことから交渉、棚橋が候補の一人であったことを明かしている[123][124][125]。棚橋は2009年のインタビューの時点で新日側から「バイクの運転は出来るか？」と聞かれたことを明かしているが、東映やテレビ朝日側からの棚橋への直接的な交渉はなく[126]、最終的に新日側の判断でレスラークウガの件を断っている[127]。
- CMLLではルード（ヒール）として登場しており、試合では顔の右側をフェイスペイントし、日本ではまれにしか見られないラフ殺法をしている。2011年の矢野とのIWGP戦でも、この状態で試合をしている（解説はこれを黒棚橋と呼んでいた）。
- 忘れえぬ日本人レスラーは誰かという質問に対し、棚橋は決まってヒロ斉藤の名前を出すという。プロレス界において、危険技を使わずに定番のムーブで会場を盛り上げることが難しい中、ヒロは自身の得意技であるセントーンを繰り出すだけで観衆を沸かし、ベテランになってから会場人気が高くなったのも「プロレスは積み重ねの競技」ということを証明するいい例だと語っている[128]。
- 『G1 CLIMAX 28』の翌日の8月13日、新日本プロレス事務所で一夜明け会見が行われ、2019年1月4日の東京ドームでのIWGPヘビー級王座挑戦権利証を授与される身としてケニー・オメガに関して「オレはオマエのプロレス好きじゃないよっていうイデオロギーで、対立構造を作るしかない。運動能力もすごいし、日本語も上手にしゃべれるし、みんな好きなんだろうけど、オレは彼のプロレスはあまり好きじゃない。そういうことですね」と辛辣な言葉を吐いた[129]。
- 2018年、映画『パパはわるものチャンピオン』で映画初主演を飾った[130][131]。この出演により、子供のファンも増えた[4]。2019年1月21日の後楽園ホールでは映画の世界観を再現したスペシャルマッチが行われた[132]。
- プロレスライターの堀江ガンツは2019年の記事で棚橋を「猪木イズムの呪縛を払拭し、プロレス本来の面白さを追求したレスラーの1人」と評している[133]。
- 芸能活動はマセキ芸能社がマネジメントを行っていたが、2016年に新日本とアミューズの業務提携により、同社へ移行している。
- プロレス界きっての牛丼好き。新日本プロレスのスポンサーに吉野家がついている関係で、コラボメニューその他縁が深い。学生時代、「吉野家の看板を見たら中に入って必ず牛丼並盛を食べる」と決めており、道中に3店舗あったため、結構な量を食べていた。またその縁で『超逆境クイズバトル!! 99人の壁』にも出演したことがある。
- 本人曰く「日本男子プロレス界で体作りのためにプロテインやサプリを、最初に活用し始めたのはたぶん俺」とのこと。棚橋が栄養に関する知識を持っていたのは、元々ボディビル好きで関連雑誌を読んでいたのが理由[注釈 21]。
- プロレスについて、「試合中の対戦相手に喜怒哀楽や感情を爆発させながらも、常に冷静に上から見ているもう一人の自分がいる。本気で怒ってるんですけど、感情のままに暴れることはしない」と語っている[4]。また、「プロレスには、相手が技を繰り出した瞬間、“まだ技に耐えられるor今これを食らったらヤバいから避ける”という判断を瞬時にしていく、即興芸術のような趣きがある」との考えを持っている[4]。
- 弁護士の角田隆平とは大学の同級生で、1年生の英語の授業の初回、席が隣で、お互いプロレス好きで盛り上がったという[134]。
- 親戚に政治家の棚橋泰文がいる[135]。

## 棚橋弘至ファイナルロード
2026年1月4日、棚橋弘至の引退へ向けた試合タイトル。
棚橋とこれまでの闘いを通じて互いに想いを持つ選手との対戦を『棚橋弘至ファイナルロード～縁（えにし）』。
対して、棚橋の想いを伝えたい選手との対戦は『棚橋弘至ファイナルロード～継（つなぐ）』と題して、多くの選手とシングルマッチを行うタイトル。
| 回数   | 対戦相手            | タイトル                       | 開催日        | 開催場所           |
| ------ | ------------------- | ------------------------------ | ------------- | ------------------ |
| 第1弾  | EVIL                | ランバージャックデスマッチ     | 2025年1月4日  | 東京ドーム         |
| 第2弾  | 柴田勝頼            | スペシャルエキシビションマッチ | 2025年1月5日  | 東京ドーム         |
| 第3弾  | 嘉藤匠馬            | 棚橋弘至ファイナルロード～継   | 2025年1月22日 | 後楽園ホール       |
| 第4弾  | 村島克哉            | 棚橋弘至ファイナルロード～継   | 2025年1月23日 | 後楽園ホール       |
| 第5弾  | 永井大貴            | 棚橋弘至ファイナルロード～継   | 2025年2月3日  | 後楽園ホール       |
| 第6弾  | 真壁刀義            | 棚橋弘至ファイナルロード～縁   | 2025年2月11日 | 大阪府立体育会館   |
| 第7弾  | 小島聡              | 棚橋弘至ファイナルロード～縁   | 2025年3月20日 | アオーレ長岡       |
| 第8弾  | 鷹木信悟            | 棚橋弘至ファイナルロード～縁   | 2025年4月2日  | アイメッセ山梨     |
| 第9弾  | 田口隆祐            | 棚橋弘至ファイナルロード～縁   | 2025年4月4日  | 後楽園ホール       |
| 第10弾 | 海野翔太            | 棚橋弘至ファイナルロード～継   | 2025年4月5日  | 両国国技館         |
| 第11弾 | KONOSUKE TAKESHITA  | 棚橋弘至ファイナルロード～縁   | 2025年4月11日 | Wintrust Arena     |
| 第12弾 | ジェフ・コブ        | 棚橋弘至ファイナルロード～縁   | 2025年4月19日 | 後楽園ホール       |
| 第13弾 | 安田優虎            | 棚橋弘至ファイナルロード～継   | 2025年4月29日 | SAGAアリーナ       |
| 第14弾 | ザック・セイバーJr. | 棚橋弘至ファイナルロード～縁   | 2025年5月3日  | 福岡国際センター   |
| 第15弾 | TAKAみちのく        | 棚橋弘至ファイナルロード～恩   | 2025年5月7日  | 後楽園ホール       |
| 第16弾 | 上村優也            | 棚橋弘至ファイナルロード～継   | 2025年6月15日 | 大阪城ホール       |
| 第17弾 | 本間朋晃            | 棚橋弘至ファイナルロード～縁   | 2025年6月21日 | 山形ビッグウイング |
| 第18弾 | タイガーマスク      | 棚橋弘至ファイナルロード～縁   | 2025年7月6日  | 後楽園ホール       |

## TANAHASHI JAM～至（いたる）
| 第0試合 10分1本勝負                                                                   |                                        |                                                                        |
| ▲村島克哉                                                                             | 10分00秒 時間切れ引き分け              | 小田嶋大樹▲                                                            |
| 第1試合 30分1本勝負 棚橋弘至プロデュース試合「時空を超えた縁(えにし)と継(つなぐ)」    |                                        |                                                                        |
| 田口隆祐 海野翔太 ○棚橋弘至                                                           | 9分17秒 テキサスクローバーホールド     | LEONA● 高橋ヒロム 藤波辰爾                                             |
| 第2試合 30分1本勝負 棚橋弘至プロデュース試合「本隊最強カルテット結成」                |                                        |                                                                        |
| ●YOSHI-HASHI タイチ 石井智宏 上村優也                                                 | 8分43秒 ラストテスタメント →片エビ固め | チェーズ・オーエンズ○ 高橋裕二郎 成田蓮 EVIL                           |
| 第3試合 60分1本勝負 棚橋弘至プロデュース試合「壁を超えてゆけ」NEVER無差別級選手権試合 |                                        |                                                                        |
| ○ボルチン・オレッグ                                                                   | 9分14秒 カミカゼ →片エビ固め           | 永田裕志●                                                              |
| ※王者が初防衛に成功                                                                   |                                        |                                                                        |
| 第4試合 30分1本勝負 棚橋弘至プロデュース試合「ドラゴン・キッド参戦」                  |                                        |                                                                        |
| ○マスター・ワト YOH エル・デスペラード ドラゴン・キッド                               | 11分24秒 Falcon blow →体固め           | 金丸義信● DOUKI SHO SANADA                                             |
| 第5試合 15分1本勝負 NJPW WORLD認定TV選手権試合 オープンチャレンジマッチ               |                                        |                                                                        |
| ○エル・ファンタズモ                                                                   | 11分32秒 エビ固め                      | 石森太二●                                                              |
| ※王者が2度目の防衛に成功                                                              |                                        |                                                                        |
| 第6試合 30分1本勝負 棚橋弘至プロデュース試合「付き人対決！ 棚橋イズムが見たい」       |                                        |                                                                        |
| ○シュン・スカイウォーカー 鷹木信悟 辻陽太                                             | 11分19秒 SSW →片エビ固め               | ジェイコブ・オースティン・ヤング● カラム・ニューマン グレート-O-カーン |
| 第7試合 60分1本勝負 ダブルメインイベントⅠ IWGP世界ヘビー級選手権試合                  |                                        |                                                                        |
| ●後藤洋央紀 (第12代チャンピオン)                                                      | 28分14秒 レフェリーストップ            | ザック・セイバーJr.○ (挑戦者)                                          |
| ※王者が8度目の防衛に失敗、挑戦者が新王者となる。                                      |                                        |                                                                        |
| 第8試合 30分1本勝負 ダブルメインイベントⅡ 棚橋弘至プロデュース試合                    |                                        |                                                                        |
| 丸藤正道 ○棚橋弘至                                                                    | 19分10秒 ハイフライフロー →片エビ固め  | 大岩陵平● 清宮海斗                                                     |

## 出演

### テレビドラマ
- モップガール 第5話（2007年11月9日、テレビ朝日） - 本人 役  ※なお北川景子演じる長谷川桃子の理想の男性として、劇中セットで写真が使われている[137]。
- アタシんちの男子（2009年4月 - 6月、フジテレビ） - 萬菜庵四郎 役
- 牙狼〈GARO〉-阿修羅- （2016年7月2日、テレビ東京） - ゴウキ 役
- 石川五右衛門（2016年10月、テレビ東京） - 榊基次 役[138]。
- 99.9-刑事専門弁護士- SEASONⅡ 最終話（2018年3月18日、TBSテレビ） - 本人 役[139]
- 大誘拐2018（2018年、東海テレビ） - 柳川大作
- 警視庁アウトサイダー 第1話（2023年1月5日、テレビ朝日） - 本人 役[140]

### バラエティ番組
- くりぃむクイズ ミラクル9（テレビ朝日） - 不定期出演
- チャント!（2019年4月1日 - 、CBCテレビ） - リポーター

### その他テレビ番組
- 歴史探偵「戦国ご当地大名シリーズ 最上義光」（2024年10月9日、NHK総合） - 最上義光 役

### ミュージックビデオ
- FUNKIST「ALL TOGETHER」（2011年8月24日、ポニーキャニオン）
- 仮面ライダーGIRLS「KAMEN RIDER V3」（2011年）[141]
- 鬼龍院翔 from ゴールデンボンバー「Life is SHOW TIME」（2012年）
- GILLE（ジル） 「Try Again」（2013年3月）
- ウンタカ!ドラドラ団「ウンタカダンス」（CD未発売、映画『ドラえもん 新・のび太の日本誕生』の応援ソング）- 自身もメンバーとして一部歌唱
- 高橋優「ありがとう」（2018年）
- LOW IQ 01「Thorn in My Side」（2019年）

### 映画
- 『新☆四角いジャングル 虎の紋章』（2010年、GPミュージアム） - ミラクル魔牙ジュニア 役
- 『FLY!〜平凡なキセキ〜』（2012年、朝日放送／吉本興業） - ななみの夫 役
- 『仮面ライダー平成ジェネレーションズ Dr.パックマン対エグゼイド&ゴーストwithレジェンドライダー』（2016年、東映） - 来瀬荘司 / ロボルバグスター 役
- ドキュメンタリー映画『俺たち文化系プロレスDDT』（2016年、ライブ・ビューイング・ジャパン） - 本人 役
- 『パパはわるものチャンピオン』（2018年9月21日、ショウゲート）- 主演・大村孝志 / ゴキブリマスク 役[142][143]
- 『アントニオ猪木をさがして』（2023年10月6日、ギャガ）[144]

### 劇場アニメ
- 映画ドラえもん 新・のび太の日本誕生（2016年3月5日） - クラヤミ族 役（ゲスト声優）[145]

### テレビアニメ
- カードファイト!! ヴァンガード overDress（2021年5月8日、テレビ東京） - 本人 役[146]

### Webアニメ
- 少女☆寸劇 オールスタァライト（2019年8月2日） - 本人 役[147]
- アサルトリリィ ふるーつ（2021年12月21日） - 棚橋フィギュア 役[148]
- りばあす（2022年） - 本人 役（第51話）

### テレビゲーム
- 龍が如く6 命の詩。（2016年12月8日）- 本人 役[149]

### ラジオ
- 棚橋 弘至のカウント2.99（2016年2月6日、ABCラジオ）[150]
- FMシアター（NHK-FM）
  - ラジオドラマ「カウント2．9！」（2019年6月22日） - 高崎弘毅 役[151]
  - ラジオドラマ「ビギンズナイト　俺たちのカウント2.99！」（2020年3月28日、NHK-FM） - 主演・高崎弘毅 役[152]
- ドールプレゼンツ 棚橋弘至のエナジータイム（CBCラジオ、2025年4月6日 - ）[153]

### Webラジオ
- 棚橋弘至のpodcast off!!（不定期更新）

### CM
- 日本マクドナルド「ペッパーチーズ・ダブルビーフ」（2005年7月13日 - ）[154]
- ボートピア名古屋「築地口クライマックス」（2016年4月23日 - ）[155]
- 日本スポーツ振興センター「MEGA BIG」（2023年1月4日 - ）[156]

### DVD
- 棚橋弘至のハイエナジー エクササイズ HIGH ENERGY EXERCISES For men 〜手に入れろ! 魅せBODY ★1日10分7日間肉体改造計画〜（TCエンタテインメント、2014年3月12日発売）
- 棚橋弘至のハイエナジー エクササイズ HIGH ENERGY EXERCISES For women 〜目指せ! 美BODY 誰でも簡単速攻ダイエット★1日10分7日間プログラム（TCエンタテインメント、2014年3月12日発売）
- 「太腕世直し繁盛記〜大江戸プロレスラー計画」（テレビ朝日・ビデオ・パック・ニッポン、2014年7月18日発売） - 若旦那 / 太腕仮面役（主演）

## 連載
- 棚橋弘至のドラゴンノート（ベースボール・マガジン社、「週刊プロレス」、隔週→毎週→隔週）
- 棚橋弘至のBoost-up　逸☆サプリメント（ギャンビット、「Emerson」）

## 著書
- 『オレはプロレスラー―みなさん!愛してまーす!!』（2007年8月1日、カンゼン）ISBN 978-4-8625-5003-3
- 『棚橋弘至デビュー10周年記念BOOK（1）HIGH』（2009年10月1日、ベースボール・マガジン社）※前述の「ドラゴンノート」連載vol.1〜vol.63収録。
- 『棚橋弘至デビュー10周年記念BOOK（2）FLY』（2009年11月2日、ベースボール・マガジン社）※「ドラゴンノート」vol.63〜vol.119まで収録。
- 『棚橋弘至の100年に1人の逸材BODYのつくりかた』（2012年3月14日、ベースボール・マガジン社）ISBN 978-4-5831-0425-6
- 『棚橋弘至はなぜ新日本プロレスを変えることができたのか』（2014年4月23日、飛鳥新社）ISBN 978-4-8641-0311-4
- 『棚橋弘至の100年に1人の逸材★BODYのつくりかたビギナーズ!』（2014年6月7日、ベースボールマガジン社）ISBN 978-4-5831-0690-8
- 『1/100 The one-hundredth』（2015年6月7日、扶桑社）ISBN 978-4-594-07277-3
- 『全力で生きる技術』（2015年8月25日、飛鳥新社）ISBN 978-4-8641-0425-8
- 『棚橋弘至はなぜ新日本プロレスを変えること（文庫版）』（2015年12月10日、飛鳥新社）ISBN 978-4-86410-448-7
- 『疲れない男・棚橋弘至が教える！　史上最強のメンタル・タフネス　どんなことにもびくともしない「心」が手に入る』（2017年3月8日、PHP研究所）ISBN 978-4-569-83556-3
- 『カウント2.9から立ち上がれ 逆境からの「復活力」』（2019年6月13日、マガジンハウス）ISBN 978-4-8387-3055-1
- 『棚橋弘至、社長になる　プレジデントエースが描く新日本プロレスの未来』（2025年5月21日、星海社）ISBN 978-4-0653-9674-2

## 受賞歴
日本メンズファッション協会
- 第35回（2016年）ベスト・ファーザー イエローリボン賞 （スポーツ部門）[157][158]
- 第8回（2016年） ベスト・ネクタイスト賞[158]

ビートたけしのエンターテインメント賞
- 第19回（2019年）特別賞[159]